# الخط الزمني للحرب الفلسطينية الإسرائيلية (أكتوبر 2024)
تسردُ هذه المقالة المحدثة الخطّ الزمني والأحداث للحرب الإسرائيلية الفلسطينية منذ 1 تشرين الأول/أكتوبر من عام 2024 وحتى الآن.
والمقالة مقسّمة ومرتبة زمنيًا، وتضمّ فقرات أحداث كل يومٍ من أيام الشهر مع روابط لمقالات أخرى مفصلة، لا تقتصر الأحداث على الحرب الدائرة في قطاع غزّة بل تشملُ ما يجري في جبهات أخرى قريبة أو محيطة من الدول المشاركة بشكل مباشر أو غير مباشر في القضية الفلسطينية.

## 1 أكتوبر

### غزة
- أفادت وزارة الصحة في غزة بإستشهاد 23 فلسطينياً وجرح 101 على الأقل في غارات ومجازر إسرائيلية خلال الساعات الأربع والعشرين الماضية، مما يرفع حصيلة الشهداء الفلسطينيين في غزة إلى 41,638.[1]

القصف الإسرائيلي
- استمر القصف الإسرائيلي حيث استشهد 7 أشخاص وجرح آخرون في غارة إسرائيلية على مدرسة «الشجاعية للبنين» التي تؤوي نازحين في حي التفاح بمدينة غزة،[2]

### الضفة الغربية
اقتحامات واعتقالات
- شنت قوات الاحتلال حملة اعتقالات واقتحامات تركزت في محافظتي رام الله وبيت لحم، ورافقتها عمليات تحقيق ميداني في بلدتي (الخضر، وكفر نعمة)، وجرح مواطن فلسطيني بجروح برصاص قوات الاحتلال خلال اقتحامها البلدة القديمة في مدينة نابلس حيث اقتحمت حارات عدة داخلها وسمع أصوات إطلاق رصاص حي وقنابل وداهمت عدة منازل واعتقلت مواطن واقتحم جيش الاحتلال أحياء رفيديا والمخفية ومخيم العين غرب مدينة نابلس واقتحم أحد المنازل بالمخيم واعتقل شاب، وفي بيت لحم اعتقلت قوات الاحتلال 10 مواطنين من بلدة الخضر جنوبها، واقتحمت مخيم الدهيشة ومدينة بيت جالا وقرية أرطاس، وفي الخليل داهم جيش الاحتلال أحياء الظهر وشعب السير بالبلدة، واعتقلت 4 أشخاص، وداهمت قوات الاحتلال بلدة إذنا غرب الخليل، وأطلقت قنابل الصوت، واعتقلت مواطن واقتحمت منزل أسير محرر، واقتحمت بلدة بني نعيم وداهمت منزل، واقتحمت بلدة حزما شمال شرق القدس المحتلة وتمركزت بعدة أحياء منها وداهمت عدة منازل وأطلقت قنابل صوت، واقتحمت قوات الاحتلال مخيم عين السلطان بمدينة أريحا، وداهمت منزل، واقتحمت قوات الاحتلال قرية باقة الحطب شرق قلقيلية بعدة آليات وداهمت عدة منازل.[3]

استشهاد فلسطينيين
- استشهد فلسطينيان اثنين[ا] وأصيب آخرون برصاص قوات الاحتلال الإسرائيلي خلال اقتحامها البلدة القديمة ومخيم بلاطة في نابلس.[4]

### جنوب لبنان
هجمات حزب الله
- أعلن حزب الله استهداف تجمعاً لجنود إسرائيليين في مستعمرة «أفيفيم» بسلاح المدفعية وتجمع لجنود إسرائيليين في مستعمرة «المطلة» بصلية صاروخية واستهداف تحركاً لجنود إسرائيليين في موقع «المطلة» وقوة إسرائيلية عند بوابة مستعمرة «شتولا» بقذائف المدفعية.[5] كما أعلن إطلاق صليات صاروخية من نوع «فادي 4» على قاعدة «غليلوت» التابعة لوحدة الاستخبارات العسكرية 8200 ومقر الموساد الإسرائيلي في ضواحي تل أبيب، فيما أكّدت وسائل إعلام إسرائيلية أنّ الصواريخ التي أطلقت على وسط إسرائيل من لبنان هي الأكبر منذ بداية الحرب.[6]

غزو إسرائيل للبنان
- أعلن الجيش الإسرائيلي رسمياً بدء «عملية عسكرية محدودة» في جنوب لبنان.[7][8]

قصف إسرائيلي
- شن الطيران الإسرائيلي غارتين على العاصمة اللبنانية بيروت مستهدفاً في مبنى سكني وشقة داخل مبنى قرب دوار الجندولين في محيط السفارة الكويتية في المدينة.[9]

### إسرائيل
عملية في تل أبيب
- نفذ فلسطينيون عملية مسلحة وسط مدينة تل أبيب ويافا أدت حسب مصادر لمقتل 8 إسرائيليين وجرح آخرين.[10][11]

### اليمن
- أعلن المتحدث العسكري للحوثيين أن القوات المسلحة اليمنية نفذت عمليتين عسكريتين بطائرات مسيرة على تل أبيب وإيلات (أم الرشراش) مؤكّداً تحقيق العمليتان أهدافها وأوضح ضرب «سلاح الجو المسير» هدفاً عسكرياً للاحتلال الإسرائيلي في منطقة تل أبيب بطائرةٍ مسيرةٍ من نوع «يافا» وضرب أهدافاً عسكريةً في منطقة أم الرشراش المحتلة (إيلات) بـ 4 طائرات مسيّرة نوع "صماد 4".[12]

استهداف سفن
- أعلن الحوثيون تنفيذ 3 عمليات عسكرية في البحر الأحمر وبحر العرب والمحيط الهندي، وأوضح المتحدث العسكري للجماعة استهداف سفينة (CORDELIA MOON) النفطيةَ البريطانيةَ في البحر الأحمر بـ8 صواريخ باليستيةٍ ومجنحةٍ وطائرةٍ مسيرةٍ وزورقٍ مسيرٍ، واستهداف سفينةَ (MARATHOPOLIS) في المحيطِ الهنديِّ بصاروخٍ مجنح واستهداف سفينة بسبب انتهاكِها «قرار حظرِ دخول موانئ فلسطين المحتلة» أثناء إبحارها في «منطقة عمليات القوات المسلحة» في البحر العربيِّ إلى الشمالِ الشرقيِّ من أرخبيلِ سقطرى اليمنيِّ وتم استهدافُها بطائرةٍ مسيرة.[13]

### إيران
- أطلق حرس الثورة الإسلامي الإيراني عدة صواريخ باليستية باتجاه إسرائيل، وكان الهجوم «ردًا على اغتيال عباس نيلفوروشان وحسن نصر الله وإسماعيل هنية».[14][15]

## 3 أكتوبر

### غزة
- أفادت وزارة الصحة في غزة بإستشهاد 99 فلسطينياً وجرح 169 على الأقل في غارات ومجازر إسرائيلية خلال الساعات الأربع والعشرين الماضية، مما يرفع حصيلة الشهداء الفلسطينيين في غزة إلى 41,788.[16]

الغارات الإسرائيلية
- استشهد 5 فلسطينيين في قصف طائرات الاحتلال الإسرائيلي منزلًا في مخيم الشاطئ غربي مدينة غزة، واستشهد فلسطيني وجرح آخرين إثر قصف طائرات الاحتلال خيمة داخل مدرسة إيواء في دير البلح وسط القطاع، وقالت مصادر طبية إن عدد الشهداء ارتفع إلى 89 شهيدا جراء القصف الإسرائيلي على قطاع غزة منذ فجر هذا اليوم.[17]

المعارك
- أعلنت كتائب القسام استهدافها دبابة إسرائيلية ميركافا وجرافتين عسكريتين من نوع «D9» بقذائف «الياسين 105» شرقي منطقة الفخاري شرقي مدينة خان يونس، واستهداف قوات جيش الاحتلال في محور نتساريم جنوبي مدينة غزة، بعدة صواريخ «رجوم» وقذائف الهاون من العيار الثقيل، ونشرت الكتائب مشاهد من كمين سابق أعدته في 30 سبتمبر في منطقة الفخارية بمدينة خان يونس،[18] وأعلنت سرايا القدس استهدافها بقذائف الهاون مقر التحكّم والسيطرة التابع لقوات الاحتلال في جحر الديك وسط القطاع، بالاشتراك مع ألوية الناصر صلاح الدين.[19]

### الضفة الغربية
اقتحامات وفرض حظر تجوال
- نفذت قوات الاحتلال الإسرائيلي اقتحامات في مناطق مختلفة من الضفة الغربية شملت دير الغصون شمال طولكرم وبلدة تل جنوب نابلس ومخيم العروب شمال الخليل وفرض جيش الاحتلال حظرًا للتجول لـ4 أيام في عدة أحياء وسط مدينة الخليل، وأجبر 3 عائلات فلسطينية في قريتين قرب مدينة جنين شمالي الضفة على إخلاء منازلهم، وحولها إلى ثكنات عسكرية.[20]
- استشهد شاب فلسطيني [ب] برصاص الجيش الإسرائيلي عند مدخل قاعدة عسكرية بالخليل جنوبي الضفة بزعم أنه يحمل سكينا.[21]

مجزرة في مخيم طولكرم
- استشهد نحو 18 شخصًا وجرح العشرات إثر غارة للطيران الحربي الإسرائيلي على منطقة سكنية تضم مقهى شعبي منزلاً في حارة الحمام في مخيم طولكرم شمال الضفة، وتم نقل الشهداء والجرحى لمستشفى الشهيد د.ثابت ثابت الحكومي،[22][23] فيما إدعى جيش الاحتلال الإسرائيلي أنه قصف مجموعة من المسلحين.[24]

### لبنان
غارات على العاصمة بيروت
- شنت طائرات والبوارج الحربية الإسرائيلية نحو 20 غارة على ضاحية بيروت الجنوبية، فيما استهدفت غارة إسرائيلية منطقة الباشورة غربي العاصمة بيروت ما أدى لاستشهاد 9 مسعفين من من الهيئة الصحية الإسلامية وجرح 14 آخرين، فيما أكّدت مصادر لبنانية أنّ الغارة التي استهدفت منطقة الباشورة استخدم فيها الاحتلال قنابل فوسفورية مُحرّمة دولياً.[25]

### اليمن
- أعلن المتحدث العسكري للحوثيون عن استهداف «القوات المسلحة اليمنية» بسلاح الجو المسيّر موقعاً حيوياً في تل أبيب بعدد من الطائرات المسيّرة من نوع «يافا»، وذكرت وسائل إعلام إسرائيلية أن 4 طائرات مسيّرة أُطلقت من اليمن في اتجاه منطقة تل أبيب الكبرى «وسط إسرائيل».[26]

## 4 أكتوبر

### غزة
- أفادت وزارة الصحة في غزة بإستشهاد 14 فلسطينياً وجرح 50 على الأقل في غارات و3 مجازر إسرائيلية خلال الساعات الأربع والعشرين الماضية، مما يرفع حصيلة الشهداء الفلسطينيين في غزة إلى 41,802.[27]

الغارات الإسرائيلية
- استشهد 4 فلسطينيين وجرح آخرين في قصف إسرائيلي استهدف منزلاً يعود لعائلة «أبو محمد» شرق مدينة دير البلح وسط القطاع، فيما أصيب 4 أشخاص في قصف من مسيرة إسرائيلية لعربة شمال شرق مخيم النصيرات وسط القطاع، وأدى قصف الطيران الإسرائيلي لمنزل يعود لعائلة أبو جزر في منطقة معن شرقي مدينة خانيونس لسقوط 3 شهداء وعدد من الجرحى.[28]

### الضفة الغربية
اقتحامات واعتقالات
- شنت قوات الاحتلال الإسرائيلي حملة اعتقالات واسعة في مناطق متفرقة بالضفة، واعتقلت 35 فلسطينيا من بلدة بيت أمر بمدينة الخليل جنوب الضفة الغربية وأفرج لاحقًا عن بعض المعتقلين بعد إخضاعهم للتحقيق،[29] فيما اقتحم أيضًا المنطقة الجنوبية بالخليل واعتقل 4 أشخاص، واقتحمت قوات الاحتلال قلقيلية من المدخل الشرقي، وانتشرت في عدة أحياء منها شارع المدينة وصوفين وحي كفر سابا.[30]

### جنوب لبنان
استهدافات لحزب الله
- أعلن حزب الله استهداف منطقة «الكريوت» شمالي حيفا، بصليات صاروخية واستهداف مدينة صفد المحتلة بصلية صاروخية واستهداف تجمعاً لآليات وجنود إسرائيليون في «سعسع» بصاروخ بركان ثقيل واستهداف مرابض مدفعية الاحتلال وتجمعات لجنود إسرائيليين في جنوب كريات شمونة بصلية صاروخية واستهداف قاعدة إيلانيا بصلية صاروخية واستهداف موقع «رويسات العلم» في تلال كفرشوبا المحتلة، بقذائف المدفعية واستهداف مستوطنة كرمئيل بصلية صاروخية كبيرة، وأفادت وسائل إعلام إسرائيلية بدوي صفارات الإنذار في حانيتا وحيفا والكريوت وعكا ونهاريا.[31] وقال الجيش الإسرائيلي أنه رصد حوالي 20 قذيفة صاروخية أُطلقت من لبنان.[32]

### العراق
- أعلنت المقاومة الإسلامية في العراق تنفيذها 3 عمليات بضرب 3 أهداف منفصلة استهدفت الجولان السوري المحتل وطبريا في شمال إسرائيل بالطائرات المسيّرة.[33]
- أدى انفجار مسيرة أطلقت من العراق في قاعدة للجيش الإسرائيلي في الجولان السوري المحتل إلى مقتل جنديين وإصابة 24 آخرين.[34][35]

## 5 أكتوبر

### غزة
أفادت وزارة الصحة في غزة بإستشهاد 23 فلسطينياً وجرح 66 على الأقل في غارات و3 مجازر إسرائيلية خلال الساعات الأربع والعشرين الماضية، مما يرفع حصيلة الشهداء الفلسطينيين في غزة إلى 41,825.
الغارات الجوية الإسرائيلية
استمر القصف الإسرائيلي تزامنًا مع توغل قوات الاحتلال الإسرائيلي شمال قطاع غزة ودعت سكان الأحياء الشمالية لمخيمي النصيرات والبريج لإخلاء منازلهم، تزامنًا مع تواصل القصف الجوي والمدفعي على مختلف مناطق القطاع، واستشهد ستة فلسطينيين وجرح آخرون بجروح إثر قصف طائرات الاحتلال الحربية منزلا لعائلتي عليان وكراجة في حي الدعوة شمال شرق مخيم النصيرات واستشهد فلسطينيان آخران في قصف طائرات الاحتلال منزلًا يعود لعائلة الغفري شمال شرق المخيم، فيما واستشهد 4 فلسطينيين وأصيب آخرون آخر جراء قصف مدفعي وإطلاق نار من آليات الاحتلال تجاه الأهالي في شارع البنات بمدينة بيت حانون شمال القطاع، وفي جنوب القطاع توغلت آليات الاحتلال الإسرائيلي في منطقة السناطي شرق عبسان الكبيرة شرقي خان يونس وسط إطلاق نار مكثف. واستهدف طيران الاحتلال الحربي مدرسة أحمد الكرد غرب دير البلح ما أدى لاستشهاد فلسطيني وجرح عدداً من النازحين بينهم عدد كبير من الأطفال، واستشهد 3 فلسطينيين بينهم طفلان إثر قصف الطيران الحربي الإسرائيلي منزلا قرب مسجد الشمعة في حي الزيتون جنوب شرق مدينة غزة.

### الضفة الغربية
؛;اقتحامات واعتقالات
شنت قوات الاحتلال الإسرائيلي حملة اقتحامات واعتقلت نحو 25 مواطنًا، واقتحمت قوات إسرائيلية مدينة نابلس شمال الضفة ونفذت مداهمات في بعض أحيائها، واندلعت اشتباكات بين مقاومين والقوات المقتحمة في محيط البلدة القديمة نابلس، واقتحمت قوات الاحتلال مخيم العين شرق نابلس وبلدتي برقة وبيت فوريك، واقتاد جنود إسرائيليين مواطنًا فلسطيني كدرع بشري خلال اقتحام المخيم، ونفذت القوات الإسرائيلية المتوغلة حملة مداهمات لمنازل مواطنين اقتحمت قوات الاحتلال بلدة حزما شمال شرق القدس المحتلة واقتحمت مدينة الخليل وشنت حملة اعتقالات واسعة، وفي بلدة بدرس قرب رام الله داهمت قوة إسرائيلية منزل أسير محرر واعتقلته. أعلنت كتائب شهداء الأقصى في طوباس خوضها بالأسلحة الرشاشة اشتباكات مسلحة مع قوات الاحتلال المقتحمة لمدينة طوباس من عدة محاور.
استشهاد فلسطينيي
استشهد فلسطيني برصاص قوات الاحتلال الإسرائيلي في طوباس حيث حاصرت قوة إسرائيلية منزله في منطقة وادي الفارعة جنوب طوباس شمال الضفة، وأطلقت النار على عوايصة واعتقلته مصابًا ولاحقًا استشهد متأثراً بجراحه.

### لبنان
استهدافات حزب الله
أعلن حزب الله قصف ثكنة «معاليه غولاني» بصلية صاروخية، واستهداف مرابض وتجمعات للاحتلال في حرش مستوطنة دان بصلية صاروخية كبيرة، واستهداف مدينة صفد بصلية صاروخية، واستهداف مستعمرة كرمئيل بصلية صاروخية، واستهدف مستوطنة سعسع بصاروخي من طراز «فلق 2» واستهدف قاعدة رمات ديفيد الجوية بصلية من صواريخ «فادي 1»، وتفجّير دبابة إسرائيلية ميركافا أثناء محاولة تقدمها إلى مرتفع الباط آخر حرش مارون بصاروخ موجّه وأيقاع طاقمها بين قتيلٍ ومصاب وأعلن استهداف تجمعاً لجنود إسرائيليين في خلة عبير في يارون وتجمّعاً آخر في كفار جلعادي بصلية صاروخية، وتجمّعاً لجنود إسرائيليين في كفر يوفال بصليات صاروخية، وبالتزامن أعلن حزب الله أنه مساء الأمس عن تصدّيه لمحاولة تسلل إسرائيلية في محيط بلدة عديسة جنوبي لبنان، واشتباك مقاتليه مع القوات الإسرائيلية حيث حاولت قوّة مشاة إسرائيلية التقدّم باتجاه محيط البلدية في بلدة عديسة. وزعم الجيش الإسرائيلي أن عدد مقاتلي حزب الله الذين قتلوا في «هجومه البري» في لبنان أكثر من 400 مقاتل.
قصف إسرائيلي
شن الطيران الإسرائيلي 6 غارات إسرائيلية على الأقل استهدفت ضاحية بيروت الجنوبية خلال أقل من 20 دقيقة حيث استهدفت المنطقة الواقعة بين حارة حريك -برج البراجنة، وأطلقت مُسيّرة إسرائيلية صاروخاً بجانب فرق الإسعاف ورفع الأنقاض التي وصلت لمكان الغارة التي ضربت منطقة المريجة في الضاحية ما دفع الفرق للانسحاب من المكان، وفي جنوب لبنان شنت طيران الاحتلال سلسلة غارات استهدفت عيترون ويارون ومارون الراس وبنت جبيل سبقها قصف مدفعي إسرائيلي وأدت غارة جوية إسرائيلية استهدفت منزلاً في بلدة زوطر الشرقية لإستشهاد 3 أشخاص، فيما أدت غارة إسرائيلية على منطقة مرج حاروف ليلاً لاستشهاد شابين عندما استهدفت مُسيّرة سيارتهما بصاروخٍ مُوجّه.
استشهاد قياديين من حماس
ونعت حركة حماس القيادي في كتائب القسام في لبنان سعيد عطا الله علي الذي استشهد مع زوجته وابنتيه الصغيرتين في غارة إسرائيلية على مخيم البداوي للاجئين في طرابلس شمال لبنان.

### العراق
أعلنت المقاومة الإسلامية في العراق بالساعات الأولى من صباح هذا اليوم مهاجمة بصواريخ الأرقب «كروز مطور» هدفين في «إسرائيل»، في ضواحي حيفا شمالًا وجنوبي إسرائيل واستهداف بالمسيّرات 3 أهداف حيوية للاحتلال الإسرائيلي في الشمال.

### سوريا
أعلنت قوات الدفاع الجوي السوري تصدّيها «لأهداف معادية إسرائيلية» في أجواء ريف حمص الغربي، وافيد بمقتل شخص وإصابة 3 آخرين في استهداف طائرة مسيرة لسيارة بريف حمص.

## 6 أكتوبر

### غزة
وأفادت وزارة الصحة في غزة بإستشهاد 45 فلسطينياً على الأقل وجرح 256 آخرين في غارات و3 مجازر إسرائيلية خلال الساعات الأربع والعشرين الماضية، مما يرفع حصيلة الشهداء الفلسطينيين في غزة إلى 41,870.
شمال غزة
استمرت العملية الإسرائيلية المعلنة في شمال قطاع غزة، حيث قال جيش الاحتلال الإسرائيلي إن قواته استكملت تطويق منطقة جباليا في غزة، وأنه نقل الفرقة 162 من منطقة رفح إلى جباليا بعد أن أنهت مهمتها في الجنوب، موضحًا أن الفرقة 162 اقتحمت جباليا وبدأت العمل ضد ما أسماه محاولات حركة حماس إعادة البناء في المنطقة، وأدت غارة إسرائيلية على مسجد يؤوي نازحين قرب مستشفى شهداء الأقصى بدير البلح وسط قطاع غزة لاستشهاد 21 شخصًا وسقوط عشرات الجرحى، فيما استشهد شخصان إثر غارة لقوات الاحتلال استهدفت مدرسة ابن رشد في منطقة الزوايدة وسط القطاع، واستشهد شخص وأصيب آخرون إثر غارة إسرائيلية استهدفت مدرسة الشافعي التي تؤوي نازحين وسط مدينة غزة، وتكرارًا للمزاعم زعم الجيش الإسرائيلي إنه هاجم مسلحين تابعين لحركة حماس في مدرسة ابن رشد ومسجد شهداء الأقصى بمنطقة دير البلح. وأصدر الجيش الإسرائيلي أوامر إخلاء لمنطقة واسعة في شمال غزة.
المعارك
- أعلنت كتائب القسام عن عملية مركبة تمكنت فيها من تفجير عبوة شديدة الانفجار في دبابة إسرائيلية من نوع «ميركفاه 4» حولها عدد من الجنود وأكدت استهداف مجموعة الإخلاء بقذيفة مضادة للأفراد خلال محاولتها نقل الجنود القتلى والجرحى قرب ستوديو سلطان شرق مخيم جباليا شمال قطاع غزة، كما أعلنت تمكن مقاتليها من قنص جندي إسرائيلي في شارع البنات شرق بيت حانون شمال القطاع.[55] بالتزامن، أعلنت سرايا القدس أنها استهدفت بقذيفتي (TBG) غرفة قيادة وتحكم لجيش الاحتلال الإسرائيلي المتوغل في شارع الهدد بلوك 2 – بمخيم جباليا شمال قطاع غزة، وعن تمكنها بالاشتراك مع كتائب القسام من قنص الجندي الإسرائيلي في شارع البنات شرق بلدة بيت حانون شمال القطاع، وقالت كتائب أبو علي مصطفى أن مقاتليها يخوضون «معارك ضارية مع قوات العدو في محاور التوغل» شمال القطاع، وأعلنت أنها دكت بالاشتراك مع ألوية الناصر صلاح الدين موقع قيادة وسيطرة العدو في محور نتساريم بقذائف الهاون من العيار الثقيل.[56]

### الضفة الغربية
اقتحامات ومواجهات
- أصيب فلسطيني (23 عامًا) برصاص قوات الاحتلال الإسرائيلي الحي خلال مواجهات اندلعت في بلدة تل جنوب غرب مدينة نابلس واعتقلت القوات 3 آخرين وسط مواجهات مع فلسطينيين في نابلس شمالي الضفة، فيما اعتقلت قوات الاحتلال الصحفي جهاد البدوي بعد توقيفه على حاجز عند مدخل مدينة نابلس.[57] وفي جنوب الضفة، اعتقلت قوات الاحتلال فلسطينييْن اثنين بعد توقيفهما على أحد الحواجز العسكرية في مسافر يطا جنوب مدينة الخليل، واقتحمت منطقة واد أبو كتيلة في مدينة الخليل، مما أدى لاندلاع مواجهات بينها وبين شبان فلسطينيين واقتحمت قوات إسرائيلية بلدتي بيتونيا غرب رام الله ومردا شمال مدينة سلفيت شمالي الضفة وسط إطلاق قنابل الصوت والغاز السام مما أدى لاندلاع مواجهات، واقتحمت قوات الاحتلال مخيم عقبة جبر في أريحا.[57]

### لبنان
هجمات حزب الله
- أعلن حزب الله قصفه بالصواريخ تجمعا لجنود الاحتلال في مستوطنة المنارة ومحيطها وقصفه بالصواريخ القوات أثناء إجلاء الجنود الجرحى والقتلى في المستوطنة، وقال إنه قصف بالمدفعية قوة إسرائيلية لدى محاولتها التسلل باتجاه خلة شعيب في بليدا وأجبرها على التراجع، وهاجم بسرب من طائرات مسيرة انقضاضية أماكن تمركز ضباط وجنود في قاعدة شمشون العسكرية فيما ذكر حزب الله أنه أحصى منذ بدء الجيش الإسرائيلي عملياته البرية باتجاه بلدات في جنوب لبنان مقتل أكثر من 25 ضابطا وجنديا وإصابة أكثر من 130 من صفوف النخبة بالجيش الإسرائيلي.[58]
- وأعلن الجيش الإسرائيلي اعتراض صاروخين بالستين قال انهما أطلقا من الشرق لبنان اتجاه منطقة الخضيرة والكرمل.[59]

غارات اسرائيلية
- شنت الطائرات الحربية الإسرائيلية أكثر من 30 غارة عنيفة على مناطق متفرقة في الضاحية الجنوبية لبيروت واستهدفت الغارات محطة وقود ومبنى في شارع البرجاوي بمنطقة الغبيري ⁧إضافة لمناطق الصفير وبرج البراجنة وصحراء الشويفات وحي الأميركان والمريجة والليلكي، وحارة حريك، أما في جنوب لبنان فشنت طائرات الاحتلال غارات جوية تركزت على بلدات كفرشوبا وبنت جبيل وتبنين والبازورية وعين بعال ودير عامص في قضاء صور مما أدى لتدمير مبان عدة.[58] كما أغارت مسيّرة إسرائيلية 3 مرات على ساحة بلدة دبين و3 غارات متتالية على رب ثلاثين، فيما أعلنت وزارة الصحة اللبنانية عن استشهاد 23 شخصًا وجرح 93 آخرين في غارات إسرائيلية بالأمس.[60]

### إسرائيل
عملية إطلاق نار
- قتلت مجندة إسرائيلية من حرس الحدود الإسرائيلي وجرح 13 آخرين في عملية إطلاق نار نفذها فلسطيني في المحطة المركزية من بئر السبع في النقب.[61][62]

### العراق
- أعلنت المقاومة الإسلامية في العراق أنها هاجمت في بالطيران المسيّر 3 مواقع لجيش الاحتلال الإسرائيلي بـ3 عمليات منفصلة في الجولان السوري المحتل، ونشرت مشاهد عن إطلاق طيران مسيّر اتجاه أهداف في الجولان السوري.[63]

### سوريا
- وأفيد باستهداف إسرائيلي بالصواريخ لـ 3 سيارات تحمل مساعدات ومواد إغاثية ضمن مدينة حسياء الصناعية في ريف محافظة حمص، ما أدّى لاستشهاد شخص وجرح 3 آخرين.[64]

## 7 أكتوبر
عام من الحرب

### غزة
- وأفادت وزارة الصحة في غزة بإستشهاد 39 فلسطينياً وجرح 137 آخرين على الأقل في غارات و4 مجازر إسرائيلية خلال الساعات الأربع والعشرين الماضية، مما يرفع حصيلة الشهداء الفلسطينيين في غزة إلى 41,909.[65]

قصف إسرائيلي مستمر
وفي استمرار للعملية العسكرية الإسرائيلية في شمال قطاع غزة والتوغل في جباليا، أفيد باستشهاد 13 فلسطينيًا على الأقل وإصابة عشرات في قصف إسرائيلي على محطة أبو قمر بمخيم جباليا شمال القطاع، فيما أدى قصف إسرائيلي استهدف منزلين بمنطقة الصفطاوي ومخيم البريج في وسط القطاع لسقوط شهداء ومصابين. وإدعى جيش الاحتلال أنه استهدف مقاتلين من حماس يديرون مركزا للقيادة بالمستشفى، فيما استشهد 5 أشخاص وجرح آخرين جرّاء استهداف طائرات الاحتلال مجموعة من المواطنين قرب مدرسة «أبو عبيدة» في منطقة بئر النعجة غربي مخيّم جباليا شمالي قطاع غزة وأفيد باستشهاد 8 أشخاص وصلوا لمستشفى الأوروبي بخان يونس جراء قصف منزل لعائلة أبو ماشي في منطقة ميراج شمال رفح جنوبي القطاع، واستشهدت سيدة وعدد من الجرحى جراء قصف منزل لعائلة النحال في خربة العدس بمدينة رفح.
معارك وقصف تل أبيب
أعلنت كتائب القسام عن تنفيذ عمليات نوعية ضد الاحتلال شملت قصف تل أبيب واستهداف لقوات إسرائيلية برشقة صاروخية، حيث أعلنت قصفت عمق مدينة تل أبيب برشقة صاروخية من نوع «مقادمة M90»، وقالت جبهة إسرائيل الداخلية إن صفارات إنذار دوّت في تل أبيب الكبرى والوسط وأكدت إذاعة جيش الاحتلال رصد إطلاق 5 صواريخ باتجاه تل أبيب. وأعلنت أنها قصفت مع مقاتلي سرايا القدس قوات إسرائيلية في محور نتساريم وأعلنت الكتائب استهداف دبابتين إسرائيليتين من نوع ميركافا بعبوة أرضية وقذيفة الياسين 105 شمال شرق مخيم البريج وأن مقاتليها تمكنوا من قنص جندي إسرائيلي في شمال شرقي المخيم، فيما أعلنت أيضًا تمكنها من استهداف قوة إسرائيلية من 10 جنود بعبوة مضادة للأفراد وإيقاعهم بين قتيل وجريح شمال مدينة غزة وسط القطاع، وقالت أنها استهدفت ناقلة جند إسرائيلية بقذيفة الياسين 105 في منطقة التوام شمالي مدينة غزة وأعلنت قصف موقع صوفا العسكري الإسرائيلي وحشود تابعة لجيش الاحتلال في معبر رفح البري وقصف حشود العدو قرب حوليت ومركز عمليات موقع كرم أبو سالم العسكري بعدة صواريخ «رجوم» وأعلنت كتائب القسام تفجير عبوات أرضية في ناقلة جند إسرائيلية وجرافتي «دي-9« عسكريتين. بالمقابل إدعى الجيش الإسرائيلي أنه بدأ في ضرب أهداف حماس وأنفاق ومنصات لإطلاق الصواريخ في مختلف أنحاء قطاع غزة، وقال إن أربعة صواريخ أطلقت من غزة باتجاه جنوب إسرائيل وإنه أحبط محاولة من جانب حماس لإطلاق المزيد من الصواريخ.

### الضفة الغربية
اقتحامات ومواجهات وطوق أمني إسرائيلي
- شددت القوات الإسرائيلية طوقًا أمينًا حول الضفة الغربية، فيما استُشهد طفل فلسطيني (12 عامًا) وأصيب 8 آخرون برصاص جيش الاحتلال الإسرائيلي خلال مواجهات اندلعت في مخيم قلنديا بعد اقتحام عددًا من أحياءه وحي كفر عقب شمالي القدس المحتلة، واعتقلت 15 فلسطينيا واقتادتهم لمراكز عسكرية للتحقيق معهم، وفي مدينة الخليل استشهد المسن الفلسطيني الشيخ زياد أبو هليل (66 عاما) بعد تعرضه لاعتداء عنيف أثناء اقتحام جيش الاحتلال منزله،[72] تزامنًا مع فرض إسرائيل إغلاقا شاملًا على الضفة الغربية، اقتحمت قوات الاحتلال مدينة طولكرم شمالي الضفة من محورها الغربي، وفي نابلس اقتحم جيش الاحتلال قريتي مادما وبيت فوريك جنوب وشرق المدينة واندلعت مواجهات، واقتحمت قوات الاحتلال مدينة قلقيلية شمالي الضفة واعتقلت 3 فلسطينيين بينهم أسيرة محررة واندلعت مواجهات بين جيش الاحتلال وفلسطينيين قرب مخيم الجلزون شمالي مدينة البيرة، كما اقتحمت قوة إسرائيلية حي البالوع في مدينة البيرة واقتحمت قوات الاحتلال قرية الخضر غرب بيت لحم وسط إطلاق قنابل صوت، وغاز سام وفي شرقي بيت لحم أفيد بأن مستوطنين تجمعوا قرب قرية دار صلاح.[73]

خطاب أبو غبيدة

### لبنان
- أعلن الجيش الإسرائيلي مقتل اثنين من جنود الاحتياط من الوحدة النخبوية 5515 وإصابة آخر بجروح خطيرة في هجوم بقذائف الهاون على الحدود مع لبنان.[74]

### العراق
إعلنت المقاومة الإسلامية في العراق مهاجمة هدفًا عسكريًا في إسرائيل بالطيران المسيّر.

### اليمن
قال الجيش الإسرائيلي إنه اعترض صاروخاً سطح- سطح أطلق من اليمن، بالتزامن أغلن الحوثيون إنهم أطلقوا صاروخين بما في ذلك صاروخ «فلسطين 2» باتجاه هدفين للجيش الإسرائيلي في تل أبيب وأنه أصاب هدفه، وقال الحوثيون إنهم أطلقوا عدة طائرات بدون طيار باتجاه تل أبيب وإيلات وأن بعضها وصل لأهدافه.

## 8 أكتوبر

### غـزة
- وأفادت وزارة الصحة في غزة بإستشهاد 56 فلسطينياً وجرح 278 آخرين على الأقل في غارات و8 مجازر إسرائيلية خلال الساعات الأربع والعشرين الماضية، مما يرفع حصيلة الشهداء الفلسطينيين في غزة إلى 41,965.[78]

قصف إسرائيلي وتوغل في جباليا
استمر القصف الإسرائيلي المستمر تزامنًا مع توغل في شمال قطاع غزة، حيث ألقى جيش الاحتلال منشورات طالبت سكان جباليا شمالي القطاع بالإخلاء الفوري عبر «طريق شارع الترنس» إلى «شارع صلاح الدين» طالبًا من السكان في تلك المنطقة بالتوجه إلى منطقة المواصي يزعم أنها «منطقة إنسانية آمنة»، وفي القصف إستشهد وجرح عشرات المدنيين الفلسطينيين، حيث استشهد 4 فلسطينيين في جباليا نتيجة غارة استهدفت محيط مقر الدفاع المدني غرب مخيم جباليا. فيما استشهد 5 فلسطينيين في قصف استهدف مجموعة مدنيين في منطقة بئر النعجة غربي مخيم جباليا، واستشهد 7 فلسطينيين في قصف إسرائيلي على منزل يعود لعائلة شلحة في مشروع بيت لاهيا، واستشهد 4 فلسطينيين في قصف إسرائيلي استهدف منزلًا لعائلة الحلو في سكنة فدعوس في المدنية، واستشهد فلسطيني وأصيب آخرون في غارة إسرائيلية على منزل لعائلة الدحدوح وسط حي الزيتون بمدينة غزة كما استشهد شخص آخر في قصف على حي الشيخ رضوان بالمدينة، وفي وسط قطاع غزة أفيد باستشهاد 24 فلسطينيا وجرح آخرون في سلسلة غارات إسرائيلية على مخيمي البريج والنصيرات وسط القطاع خلال الساعات الماضية، وقصفت طائرات حربية إسرائيلية خيمة للنازحين في شارع السكة بمخيم البريج مما أسفر عن استشهاد 3 أشخاص وإصابة 9 آخرين واستشهد 3 فلسطينيين في قصف إسرائيلي استهدف منزلا لعائلة صايمة في البريج، فينا استشهد 10 فلسطينيين في قصف استهدف منزلًا لعائلة أبو ماشي في حارة العطاطرة في حي النصر شمال شرقي مدينة رفح، استشهدت طفلة فلسطينية وجرح آخرون في قصف إسرائيلي استهدف منزلا بمنطقة خربة العدس في رفح واستشهد 4 آخرون في استهداف لمجموعة من المدنيين في المنطقة ذاتها في رفح، واستشهد فلسطيني آخر قصف إسرائيلي على منزل لعائلة البرقي بخربة العدس شمالي رفح. فيما ارتفعت حصيلة الشهداء جراء قصف الاحتلال الإسرائيلي منزلًا لعائلة «عبد الهادي» المكون من ثلاثة طوابق، بمخيم البريج وسط القطاع إلى 17 شهيدًا.
المعارك
- قالت كتائب القسام أن مقاتليها تمكنوا من الإجهاز على أحد جندي إسرائيلي من المسافة صفر وفور وصول قوة الإنقاذ تم استهداف أفرادها بعبوة «رعدية» مضادة للأفراد وإيقاعهم بين قتيل وجريح في منطقة التوام شمال غرب مدينة غزة، وأعلنت استهداف دبابة إسرائيلية «ميركفاه 4» بعبوة «شواظ» قرب الحاووز التركي غرب معسكر جباليا شمال القطاع، وتفجير عبوة شديدة الانفجار في ناقلة جند إسرائيلية قرب مقر مؤسسة بيتنا غربي المعسكر، وفي جباليا أيضا، أعلنت الكتائب نصب كمين لقوة راجلة إسرائيلية غرب المخيم شمالي القطاع.[82][83]
- أعلن الجيش الإسرائيلي مقتل جندي في معارك جنوبي غزة.[84] وإدعى جيش الاحتلال الإسرائيلي أنه قتل نحو 20 «مسلحاً فلسطينياً» في غارات جوية ومعارك شوارع في مخيم جباليا.[85]

### لبنان
هجمات حزب الله وهجوم على حيفا
- شن حزب الله هجومًا كبيرًا على مدينة حيفا شمال «إسرائيل»،[86] وقالت وسائل إعلام إسرائيلية أن نحو أكثر من 100 صاروخ أطلق على حيفا في دفعتين، واعترفت بإلحاق أضرار بالعديد من المنازل وإصابة امرأة.[87]

قصف إسرائيلي على ضاحية بيروت الجنوببة
شنت طائرات الاحتلال الإسرائيلي غارات جوية طالت الضاحية الجنوبية لبيروت حيث أستهدفت منطقة تحويطة الغدير في الضاحية، وقالت مصادر إعلامية أن نحو 26 غارة أطلقت، فيما شن الاحتلال الإسرائيلي سلسلة من الغارات استهدفت بلدة عربصاليم وعدة قرى في قضاء صور وطال القصف المدفعي الإسرائيلي بلدات علما الشعب والناقورة وأغارت طائرات الاحتلال على مدينة صور بالقرب من مستشفى حيرام وعلى مدينة النبطية واستهدفت غارة من مسيّرة إسرائيلية دراجة في بلدة الرمادية الجنوبية، واستهدف الطيران بلدات ياطر والخيام وتفاحتا. وإدعى الجيش الاسرائيلي أن قواته الجوية استهدفت منصات إطلاق صواريخ وأسلحة مضادة للدبابات تابعة لحزب الله ومباني عسكرية ومستودع أسلحة ومبان أخرى، وزعم الجيش الإسرائيلي إن مبنى مدرسة في طير حرفا دمر أيضًا في غارته.
- وقال جيش لاحتلال الإسرائيلي ان 48 جندياً إسرائيلياً أصيبوا خلال الساعات الـ24 الماضية من بينهم 30 جندياً أصيبوا عند الحدود الشمالية مع لبنان و18 جندياً أصيبوا في قطاع غزة.[90]

### العراق
- أعلنت المقاومة الإسلامية في العراق إنّها ضربت 5 أهداف بـ 5 عمليات منفصلة وسط وشمال «إسرائيل» بصواريخ الأرقب «كروز مطوّر» وطائرات مسيّرة.[91]

## 9 أكتوبر

### غـزة
«وأفادت وزارة الصحة في غزة بإستشهاد 45 فلسطينياً وجرح 130 آخرين على الأقل في غارات و3 مجازر إسرائيلية خلال الساعات الأربع والعشرين الماضية، مما يرفع حصيلة الشهداء الفلسطينيين المسجلين في غزة منذ 7 أكتوبر 2023 إلى 42,010.

### غارات إسرائيلية
استمر القصف الإسرائيلي على أنحاء متفرقة من قطاع غزة، تزامنًا مع حصار إسرائيلي خانق على شمال غزة، حيث استشهد 3 أشخاص وجرح 15 آخرين جراء قصف استهدف مدرسة تؤوي نازحين في جباليا، فيما امتدت الغارات الإسرائيلية إلى محيط مركز شرطة معسكر جباليا، واستشهد شخصان إثر استهداف إسرائيلي لمحيط مدرسة الفاخورة بجباليا وتم نقلهما إلى مستشفى كمال عدوان. فيما أستشهد 9 أشخاص من عائلة فرحات بعد استهداف طائرة حربية إسرائيلية لشقة سكنية للعائلة بجوار سوق البسطات في حي الشجاعية شرق غزة، فيما أستشهد 3 آشخاص بينهم طفل إضافة لعدد من المصابين بعد قصف طائرات الاحتلال منزلًا لعائلة الجمل في مخيم النصيرات وسط القطاع، واستشهد 4 أشخاص بينهم طفل وعددًا من الجرحى بعد استهداف طائرات الاحتلال الإسرائيلي منزلاً يعود لعائلة «الخالدي» في مخيم البريج وسط القطاع.
تهديد إسرائيلي بإخلاء مستشفيات
طالبت إسرائيل بإخلاء مستشفى الشهيد كمال عدوان الحكومي والمستشفى الإندونيسي ومستشفى العودة في شمال قطاع غزة مهددة إذا لم تخلى «فإنها ستواجه نفس مصير مستشفى الشفاء بالتدمير والقتل والاعتقال»، بينما رفض المكتب الإعلامي الحكومي في غزة الإخلاء وقال: «إنها استكمالًا لإتمام جريمة الإبادة الجماعية وتدمير جميع القطاعات الحيوية في قطاع غزة، وجريمة تهديد المستشفيات والإصرار على إخراجها من الخدمة والحكم بالإعدام على أكثر من 700 ألف إنسان في المحافظتين».
تصريح وكالة الأونروا
صرح المفوض العام لوكالة الأونروا فيليب لازاريني أنّ «ما لا يقل عن 400 ألف شخص محاصرون شمال قطاع غزّة» وأضاف أن «أوامر الإخلاء الإسرائيلية تُجبر الناس على الفرار مراراً، خصوصاً من مخيم جباليا شمالي قطاع غزّة» وأن «عددًا كبير من الفلسطينيين يرفضون الإخلاء لأنّهم يدركون أنّه لا مكان آمناً في قطاع غزّة» مشيراً إلى «انتشار المجاعة وتفاقمها في جميع أنحاء القطاع، مع عدم توفّر الإمدادات الأساسية».

### الضفة الغربية
اقتحامات واعتقالات
اقتحمت آليات جيش الاحتلال الإسرائيلي بلدة علار شمال طولكرم بالضفة، واقتحمت قواته بلدة جبع جنوب جنين شمال الضفة حيث اندلعت اشتباكات مسلحة بين شبان مقاومين وقوات الاحتلال، واقتحمت آليات الجيش الإسرائيلي مخيم العروب شمال الخليل جنوبي الضفة، فيما واعتقلت قوات الاحتلال الإسرائيلي 7 مواطنين من محافظة الخليل، فيما اقتحمت القوات الإسرائيلية مساء الأمس بلدة عقابا بمدينة طوباس شمالي الضفة، وقصفت منزلًا محاصرًا في البلدة بقذيفة «إنيرجا» المضادة للدبابات، أوضحت مصادر إصابة الشاب عبد الرؤوف راجح حامد المصري (37 عامًا) داخل المنزل المحاصر وان قوات الاحتلال عملت على احتجاز الشاب المصاب واعتقاله والانسحاب من البلدة قبل أن يتم التأكد من استشهاده، واندلعت اشتباكات مسلحة بين مقاومين وجيش الاحتلال داخل البلدة، وفجرت عبوة ناسفة استهدفت آلية عسكرية إسرائيلية. وقتحمت قوات الاحتلال إجمالاً نحو 25 مواطنًا من الضفة خلال 24  فيما قام مستوطنون بتكسير 70 شجرة زيتون في قرية حوسان غربي الخليل جنوبي الضفة الغربية.
اشتباكات
قالت سرايا القدس إن مقاتليها خاضوا «معارك ضارية» مع القوات الإسرائيلية المقتحمة لبلدة عقابا ويستهدفونها بزخات كثيفة من الرصاص والعبوات الناسفة، وأعلنت سرايا القدس- كتيبة جنين أن مقاتليها من مجموعات جبع تمكنوا من التصدي لقوات الاحتلال والآليات العسكرية التي اقتحمت جنين واستهدفوهم بزخات كثيفة من الرصاص وقالت كتائب شهداء الأقصى في جنين انها خاضت اشتباكات مع قوات الاحتلال المقتحمة بلدتي سيلة الظهر وجبع جنوب مدينة جنين بأسلحة رشاشة وعبوات ناسفة.
إغلاق إسرائيل للمسجد الإبراهيمي
اغلقت قوات الاحتلال الإسرائيلي المسجد الإبراهيمي وسط مدينة الخليل وقالت انه سيغلق أمام المصلين حتى مساء يوم 12 أكتوبر.

### لبنان
استهداف لحزب الله لقوات متسسلة إسرائيلية
أعلن حزب الله تفجير عبوة ناسفة بِقوةٍ من جنود إسرائيليين والاشتباك معها عند محاولتها التسلل لبلدة بليدا وإيقاع إصابات بهم، واستهداف قوة للاحتلال الإسرائيلي فجراً حاولت التقدم اتجاه منطقة اللبونة بقذائف المدفعية وأسلحة صاروخية ما أدى لتراجعها واستهداف قوة مشاة إسرائيلية حاولت التسلل لنفس المنطقة بصلية صاروخية كبيرة وإيقاعها بين قتيل وجريح، واستهداف قوات لجنود الاحتلال أثناء تقدمها من سهل طوفا تجاه ميس الجبل ومحيبيب بصلية صاروخية، كما أعلن استهداف تجمعاً لجنود إسرائيليين جنوبي مارون الراس بصلية صاروخية وقصف منطقة «زوفولون» بصلية صاروخية كبيرة واستهداف تجمعاً لقوات إسرائيلية في مستوطنة كريات شمونة بصلية صاروخية، واستهداف تجمعاً لقوات أخرى في مستوطنة كفار جلعادي بصلية صاروخية، واستهدافها مرةً ثانية بصلية صاروخية وأعلن استهداف تجمعاً لقوات الاحتلال في بساتين المنارة بصلية صاروخية واستهداف تجمعاً لقوات أخرى في كروم المراح في ميس الجبل بقذائف المدفعية. وأدى قصف حزب الله على كريات شمونة إلى مقتل رجل وإمرأة، وقال الجيش الاسرائيلي أن حزب الله أطلق 40 صاروخًا على حيفا ما تسبب في انقطاع التيار الكهربائي في كريات بياليك وإصابة خمسة أشخاص.
قصف إسرائيلي
استمر القصف الإسرائيلي، حيث استشهد 6 أشخاص وجرح 25 آخرين بقصف إسرائيلي استهدف أحد مراكز الإيواء التي تشرف عليها وزارة الشؤون اللبنانية في بلدة الورداني بإقليم الخروب في قضاء الشوف بجبل لبنان، فيما أدى استهداف الاحتلال الإسرائيلي لمركزٍ تطوعي للدفاع المدني في الهيئة الصحية الإسلامية في بلدة وادي جيلو ما أدّى إلى استشهاد مسعفين اثنين وإصابة آخرين. فيما شنّت طائرات الاحتلال غارتان على بلدتي مجدل سلم والصوان وأغارت على بلدات ياطر والحوش والسلطانية، عربصاليم، دبعال وجبل الرفيع، وجبل بلاط وتبنين وقلاويه، والبازورية، والناقورة، وعيتيت وأغارت طائرات مسيّرة على دراجتين في بلدة تبنين وسيارة في بلدة شقرا في قضاء بنت جبيل.

### العراق
أعلنت المقاومة الإسلامية في العراق مهاجمة هدفين حيويين للاحتلال الإسرائيلي جنوب وشمال «إسرائيل» وهدفين حيويين في الجولان السوري المحتل بواسطة الطيران المسيّر. كما أعلنت ضرب هدف إسرائيلي حيوي في إيلات «أم الرشراش» بالطيران المسير.

### إسرائيل
عملية طعن في الخضيرة
أدت عملية طعن في مدينة الخضيرة شمال تل أبيب لإصابة 6 أشخاص حالة 5 منهم ما بين خطيرة وحرجة وقال إعلام إسرائيلي أن عملية الطعن وقعت في 4 مواقع مختلفة بالمدينة، وأن المنفذ تم تحييده وأنه يحمل الجنسية الإسرائيلية من بلدة أم الفحم ويدعى أحمد جبارين (36 عاما).

### سوريا
قصف إسرائيلي
وارتفعت حصيلة القصف الصاروخي الإسرائيلي أمس على مبنى سكنياً في منطقة المزّة في دمشق إلى 9 شهداء و14 جريحاً، فيما استشهد شرطي سوري وجرح آخر إثر قصف إسرائيلي بطائرة مسيّرة إسرائيلية استهدف المدخل الشرقي لمدينة القنيطرة جنوبي سوريا.

## 10 أكتوبر

### غـزة
وأفادت وزارة الصحة في غزة بإستشهاد 55 فلسطينياً وجرح 166 آخرين على الأقل في غارات و5 مجازر إسرائيلية خلال الساعات الأربع والعشرين الماضية، مما يرفع حصيلة الشهداء الفلسطينيين المسجلين في غزة منذ 7 أكتوبر 2023 إلى 42,065.
غارات اسرائيلية وحصار شمال غزة
أفادت مصادر صحية فلسطينية باستشهاد أكثر من 70 فلسطينيا في غزة أغلبهم في منطقة شمال القطاع جراء الغارات والقصف الإسرائيلي منذ فجر الأمس، وتزامنًا مع حصار إسرائيلي خانق على شمال غزة، استشهد 4 فلسطينيين إثر غارة شنها جيش الاحتلال الإسرائيلي استهدفت منزلاً في منطقة الفخاري شرق مدينة خان يونس واستشهد 6 فلسطينيين جراء قصف إسرائيلي استهدف سيارة مدنية على دوار بني سهيلا شرقي خان يونس، ونقل المصابون لمجمع ناصر الطبي في المدينة، كما استهدف قصفا مدفعيًا إسرائيليا منطقة أبو مهادي غربي المخيم الجديد شمالي مخيم النصيرات وسط القطاع، واستشهد 3 فلسطينيين وجرح آخرون في قصف الاحتلال منزلا مأهولاً في الهوجا بمخيم جباليا.
مجزرة إسرائيلية في دير البلح
ارتكبت إسرائيل مجزرة في مدرسة «رفيدة» التي تؤوي نازحين في مدينة دير البلح وسط قطاع غزة، عندما قصفها الطيران الحربي ما أدى لاستشهاد 28 فلسطينياً بينهم نساء وأطفال وجرح أكثر من 54 شخصاً إصابات بعضهم خطيرة بحسب وزارة الصحة في غزة.
المعارك
أعلنت كتائب القسام التابعة لحماس تدمير دبابة إسرائيلية من نوع «ميركافا 4» بعبوة شديدة الانفجار في حي الزهراء غرب معسكر جباليا شمال قطاع غزة، وأعلنت كتائب القسام استهداف دبابة إسرائيلية ميركافا بعبوةٍ ناسفة بالقرب من مركز الدفاع المدني غرب معسكر جباليا شمالي القطاع، فيما أعلنت سرايا القدس أنّ مقاتليها تمكنوا من قنص جندي إسرائيلي في منطقة التوام شمال غرب مدينة غزة.
كمين لكتائب القسام
أعلنت كتائب القسام تمكن مقاتليها من الاشتباك مع قوة إسرائيلية خاصة من المسافة صفر وإيقاع أفرادها بين قتيل وجريح غرب معسكر جباليا شمال قطاع غزة، حيث أعلنت تنفيذ كمين مركب شرق معسكر جباليا، أوقعت خلاله سرية مشاة ميكانيكي مؤللة إسرائيلية من 12 مركبة عسكرية وشاحنة محمّلة بالجنود في كمين منطقة معد مسبقًا، وجاء تزامنًا مع تحدث وسائل إعلام إسرائيلية عن حدث أمني صعب واجه الجيش الإسرائيلي.
- أعلن الجيش الاسرائيلي مقتل 3 ظباط برتبة رائد في معارك شمال قطاع غزة، وقالت وسائل إعلام إسرائيلية أنهم قتلوا بانفجار عبوة ناسفة في جباليا.[122][123]

### الضفة الغربية
اقتحامات واشتباكات
شنت قوات الاحتلال الإسرائيلي اقتحامات وحملة اعتقالات في أنحاء متفرقة في الضفة الغربية، حيث في طوباس؛ حيث وبعد استشهاد 4 فلسطينيين بنيران قوات الاحتلال الإسرائيلي في مدينة نابلس يوم أمس، اقتحمت قوات الاحتلال مخيم الفارعة جنوبها بعدة دوريات عسكرية برفقة جرافتين من جهة حاجز الحمرا العسكري وشرعت بتجريف طرق وشوارع في محيط المخيم واعتقلت عددًا من المواطنين فيه، واندلعت مواجهات واشتباكات مسلحة عنيفة بين مقاومين والقوات وأفيد أن مقاومين استهدفوا آليات جيش الاحتلال بعبوة ناسفة في المخيم، وقال جمعية الهلال الأحمر الفلسطيني إن قوات الاحتلال الإسرائيلي تحتجز أحد طواقمه في المخيم، وفي الخليل جنوبي الضفة اندلعت مواجهات بين فلسطينيين وقوات الاحتلال بعد اقتحامها بلدة سعير شمال شرق المدينة، واقتحمت آليات جيش الاحتلال الإسرائيلي بلدة بيت أمر شمال مدينة الخليل واعتقلت قوات الاحتلال مواطنين عقب اقتحام منزلهما في بلدة إذنا غربي مدينة الخليل وأعادت قوات الاحتلال اعتقال أسيرين محررين عقب دهم منزل عائلته في بلدة الشيوخ شمال شرقي المدينة الخليل، واعتقلت أيضًا من البلدة 5 أشخاص، وفي رام الله اعتقلت قوات الاحتلال الصحفي ماهر هارون بعد مداهمة منزله في مخيم الأمعري للاجئين جنوبي غرب مدينة رام الله، واعتقلت شاب خلال اقتحام حي أم الشرايط في المدينة، واعتقلت قوات الاحتلال شابين من قرية دير إبزيع غرب رام الله وشاب من قرية كفر نعمة غرب المدينة واقتحمت قوة لجيش الاحتلال بلدتي بيرزيت وكوبر شمال رام الله وأطلق خلالها جنود الاحتلال قنابل صوت وغاز سام، كما اقتحمت قوات الاحتلال مدينة البيرة من مدخلها الشمالي واندلعت مواجهات اطلقت خلالها قوات الاحتلال قنابل صوت وغاز سام صوب مواطنين ومركباتهم خلال في منطقة البالوع والمنطقة الصناعية البيرة. وذكرت مصادر إعلامية فلسطينية أن أجهزة أمن السلطة الفلسطينية حاصرت منزل مطلوب للاحتلال وأحد قادة "كتيبة طوباس" في طوباس، مشيرة إلى أنها اعتقلت 5 شبان بالمنطقة.
- استُشهد فلسطينيان[د] جراء قصف قوات الاحتلال مركبته في مخيم نور شمس بمدينة طولكرم شمالي الضفة، وأُصيب فلسطيني برصاص الاحتلال شمال الخليل، تزامنًا مع اقتحام جنود الاحتلال مخيم نور شمس ويطا جنوبي الخليل وبلدة بيتا جنوبي نابلس ومدينة قلقيلية.[127]

معارك
قالت سرايا القدس - كتيبة طولكرم أنّ مقاتليها فجّروا عبوة ناسفة معدة مسبقاً في آليات قوات الاحتلال المقتحمة في بلدة عنبتا في طولكرم، وفجّروا عبوة ناسفة مُعَدة مسبقاً في آلية عسكرية في محور المسلخ في مخيم نور شمس إضافةً إلى تفجير عبوة ناسفة في آلية عسكرية في محور شارع نابلس في مخيم نور شمس، وقالت أنها تخوض اشتباكات ضارية مع «قوات العدو» في المخيم نور شمس من عدة محاور، كما أعلنت كتائب شهداء الأقصى أنّ مقاتليها تصدّوا لاقتحام قوات الاحتلال المنطقة الشرقية لنابلس ومخيم بلاطة، وخاضوا معها اشتباكات ضارية بالأسلحة الرشاشة وعبوات «الزوفي».

### لبنان
هجمات لحزب الله
أعلن حزب الله استهداف دبابة إسرائيلية في أثناء تقدمها إلى رأس الناقورة بصواريخ موجهة، ممّا أدىّ لاحتراقها وتدميرها وسقوط طاقمها بين قتيل وجريح أوضحت مصادر إعلامية أن القوة الإسرائيلية التي استهدفتها المقاومة قرب رأس الناقورة مكونة من ما يقارب 60 عسكرياً و5 دبابات ميركافا إضافة لآليات أخرى، وقال حزب الله أنه رصد قوة «للاحتلال» حاولت التسلل من منطقة رأس الناقورة إلى المشرفة وأثناء محاولة قوة لجنود الاحتلال سحب الإصابات من منطقة رأس الناقورة استهدفها بصلية صاروخية، كما أعلن تجمعاً لجنود الاحتلال الإسرائيلي في كفار جلعادي بصلية صاروخية.
غارات وقصف إسرائيلي
مجزرة في بيروت
استشهد 22 شخصًا وجرح 117 آخرون حين شنت قوات الاحتلال الإسرائيلي غارتين على منطقتين في بيروت حيث استهدفت غارة طابق من مبنى مؤلف من 8 طبقات في منطقة الدويري حيث نشب حريق في إحدى الطبقات، واستهدفت الأخرى مبنى مؤلفاً من 4 طبقات في حي البسطة الأمر الذي أدى تدميره. فيما إدعت إسرائيل أنها استهدفت وفيق صفا القيادي في حزب الله. وقال حزب الله إن وفيق صفا نجا من الهجوم.

### العراق
أعلنت المقاومة الإسلامية في العراق أنها استهدفت هدفيْن حيوييْن شمال إسرائيل.

### سوريا
قصف إسرائيلي في الحسياء
أدى استهداف غارات جوية إسرائيلية معمل سيارات «سابا» الإيراني في مدينة حسياء الصناعية بريف محافظة حمص الجنوبي وسط سوريا لإندلاع حرائق.

### اليمن
استهداف الحوثيون لسفينتين
أعلن المتحدث باسم الحوثيون عن تنفيذ عمليتين عسكريتين استهدفت سفينةَ (OLYMPIC SPIRIT) النفطية الأمريكية في البحر الأحمر بــ11 صاروخا بالستيا وطائرتين مسيرتين وإصابتها إصابة مباشرة، واستهداف «القوة الصاررخية» لسفينة (ST.JOHN) بصاروخٍ مجنح في المحيط الهندي «لانتهاك الشركة المالكة لها قرار حظر الدخول إلى موانئ فلسطين المحتلة».

## 11 أكتوبر

### غـزة
- وأفادت وزارة الصحة في غزة بإستشهاد 61 فلسطينياً على الأقل وجرح 231 آخزين في غارات و4 مجازر إسرائيلية خلال الساعات الأربع والعشرين الماضية، مما يرفع حصيلة الشهداء الفلسطينيين في غزة إلى 42,126.[137]

قصف مستمر
مجزرة إسرائيلية في جباليا
أدى قصف قوات الاحتلال الإسرائيلي وتدمير مربع سكني لمنازل تعود لعائلات «دردونة» و”جنيد” و”عساف” و”عزام” في منطقة جباليا البلد شمال قطاع غزة فوق رؤوس ساكنه إلى استشهاد 12 شخصًا بينهم أطفال ونساء وأكثر من 30 جريحًا فيما لا زال حوالي 14 مفقودا تحت الأنقاض، وقال الدفاع المدني الفلسطيني أن المربع السكني المستهدف يحتوي على 4 منازل وجميعها مأهول بالسكان.
اشتباكات ومعارك
- أعلنت كتائب القسام تفجير عين نفق في قوة هندسية إسرائيلية راجلة في منطقة الريان شرقي مدينة رفح وإيقاع الجنود الإسرائيليين بين قتيل وجريح، وتدمّير ناقلة جند إسرائيلية بعد استهدافها بعبوة «شواظ» وقذيفة «الياسين 105» موقعةً طاقمها بين قتيل وجريح غربي مدينة بيت لاهيا شمالي القطاع.[140]
- أعلنت سرايا القدس استهدافها آلية عسكرية إسرائيلية ميركافا بقذيفة «RPG» في منطقة القصاصيب وسط مخيم جباليا شمالي قطاع غزة، وأعلنت أنها خاضت اشتباكات من مسافة صفر مع قوة إسرائيلية راجلة في منطقة التوام شمالي غربي مدينة غزة، وأنها في عملية مشتركة قصفت وقوات الشهيد عمر القاسم وكتائب الشهيد أبو علي مصطفى تجمعاً لآليات الاحتلال وجنوده المتوغلين في محيط «الإدارة المدنية» شرقي مخيم جباليا بوابل من قذائف الهاون، ونشرت كتائب أبو علي مصطفى مشاهد توثق عملية مشتركة مع سرايا القدس استهدفت خلالها مقر قيادة وسيطرة قوات الاحتلال في محور «نتساريم» بقذائف الهاون.[141]
- أعلنت كتائب المجاهدين الفلسطينية استهداف حشوداً وتجمعات لقوات الاحتلال متوغلة في شمالي غربي مدينة غزة بعدة صواريخ "حاصب" التكتيكي، وتفجير عبوة مُعَدّة مسبّقاً بدبابة ٍإسرائيلية من نوع «ميركافا 4» في حي القصاصيب وسط مخيم جباليا.[141]
- أعلن الجيش الاسرائيلي مقتل جندي من اللواء 401 أثناء قتال مع حماس في جنوب غزة، مما رفع حصيلة قتلاه المعلنة في غزة إلى 352.[142]

### لبنان
استهداف لحزب الله
- وأعلن حزب الله استهداف تجمعات لجنود إسرائيليين في منطقة «زوفولون» شمالي مدينة حيفا بصلية صاروخية، وشن هجوماً جوياً بسرب من المسيرات الانقضاضية على قاعدة قيادة الدفاع الجوي في «كريات إيلعيزر» في حيفا، وقال أنه قصف مدينة صفد بصلية صاروخية كبيرة، واستهداف تجمعاً لجنود إسرائيليين غربي مستوطنة كريات شمونة وتجمعات لقوات الاحتلال في كفار جلعادي ويوفال ومستوطنة يعرا بصلية صاروخية واستهداف موضوعة على رافعة في موقع العباد وتجمعات أخرى في ثكنة يفتاح ومحيطها بصلية صاروخية كبيرة، وتجمعات أخرى في مستوطنة كفرسولد بصلية صاروخية كبيرة وأعلن إطلاق صواريخ اتجاه الجولان السوري المحتل، مستهدفًا تجمعاً لقوات الاحتلال في مقر قيادة اللواء المدرّع الـ7 في ثكنة كاتسافيا بصلية صاروخية، واستهداف تجمعاً لجنود الاحتلال في غربي ثكنة «راوية» في الجولان بصلية صاروخية أخرى، كما أعلن استهداف تجمعاً لقوات إسرائيلية في مستوطنة شوميرا وتجمعات الاحتلال في رأس الناقورة بصليتين صاروخيتين.[143][144]
- أعلن حزب الله استهداف تحركات لجنود إسرائيليين عند بوابة فاطمة واستهداف محيط بلدة بليدا بقذائف المدفعية واستهداف تجمعاً لجنود الاحتلال في جنوبي يارون بصلية صاروخية وفي تل شعر في مقابل رميش بصلية صاروخية، واستهداف تجمعاً في مرغليوت بالقذائف المدفعية.[143]
- وقال الجيش الإسرائيلي إن 100 صاروخ أطلق في دفعتين من لبنان باتجاه شمال إسرائيل خلال ساعة،[145] كما زعم إنه أطلق النار على منصات إطلاق الصواريخ التي يستخدمها حزب الله لإطلاق الصواريخ.[145]

### العراق
- أعلنت المقاومة الإسلامية في العراق مهاجمة هدفاً حيوياً في أم الرشراش «إيلات» جنوب «إسرائيل» بواسطة الطيران المسيّر.[146]

## 12 أكتوبر
- وأفادت وزارة الصحة في غزة بإستشهاد 49 فلسطينيا على الأقل في غارات و5 مجازر إسرائيلية خلال الساعات الأربع والعشرين الماضية، مما يرفع حصيلة الشهداء الفلسطينيين في غزة إلى 42,175.[147]
- وأعلنت وزارة الصحة اللبنانية أن 51 شخصاً على الأقل استشهدوا وجرح 174 خلال 24 ساعة الماضية في الغارات والمجازر الإسرائيلية في لبنان.[148]
- قطعت حكومة نيكارغوا علاقاتها الدبلوماسية مع إسرائيل، متهمة إياها بـ «الفاشية» و«الإبادة الجماعية».[149]
- أعلنت المقاومة الإسلامية في العراق إنها نفذت غارة بطائرة بدون طيار على «هدف حيوي» في مرتفعات الجولان المحتلة.[150]
- أصدر الجيش الإسرائيلي أوامره لسكان المنطقة القريبة من جباليا بالإخلاء إلى منطقة إنسانية تقع بين المواصي ودير البلح.[151]
- أعلن حزب الله اللبناني استهداف تجمّعاً لجنود إسرائيليين في موقع «الجرداح» بصلية صاروخية وتجمّعاً لجنود الاحتلال على أطراف بليدا بصلية صاروخية، واستهداف قاعدة «حوما» في الجولان السوري المحتل بصلية صاروخية، واستهداف المجاهدون تجمّعاً لجنود إسرائيليين في ثكنة «زرعيت» بصلية صاروخية واستهداف قوة مشاة إسرائيلية في خربة «زرعيت» بقذائف المدفعية، واستهداف مربض الاحتلال في «معيليا» بصلية صاروخية، كما قال أنه استهدف جرافة عسكرية إسرائيلية كانت تحاول الخروج من محيط موقع راميا في اتجاه البلدة بصاروخ ‌موجّه واستهداف قاعدة «7200» جنوبي مدينة حيفا مستهدفًا مصنع المواد المتفجّرة فيها بصلية من الصواريخ النوعية، وقال أنه استهدف مدينة طبريا بصلية صاروخية.[152]
- أعلنت المقاومة الإسلامية في العراق أنها هاجمت هدفيين حيويين آخرين في الجولان السوري المحتل في عمليتين منفصلتين بواسطة الطيران المسيّر.[153]
- وهاجم مستوطنون من مستوطنة يش كودش المزارعين أثناء قيامهم بقطف الزيتون في المنطقة الشرقية في قرى قصرة وجالود ودوما جنوب نابلس وهددوهم بالسلاح مما أجبرهم على مغادرة المكان.[154]
- أعلنت كتائب القسام تمكّنها من تفجير عبوة شديدة الانفجار في قوة إسرائيلية راجلة قوامها 15 جندياً خلال محاولتها اقتحام أحد المنازل قرب مفترق الاتصالات غرب معسكر جباليا شمال القطاع، مؤكدة إيقاع أفرادها بين قتيل وجريح، وقالت أنها استهدفت دبابة ميركافا بقذيفة «الياسين 105» في منطقة التوأم شمال مدينة غزة، واستهداف ناقلة جند إسرائيلية بقذيفة «الياسين 105» قرب محطة الخزندار شمال غرب مدينة غزة، وأعلنت استهداف لدبابتين ميركافا وجرّافة عسكرية من نوع «D9» بقذائف «الياسين 105» في حي الجنينة شرق مدينة رفح جنوب القطاع، مشيرة إلى رصد الطيران المروحيّ لإخلاء الإصابات.[155] ونشرت الكتائب مشاهد لتفجير عين نفق مفخخة في قوة إسرائيلية هندسية في منطقة الريان شرق مدينة رفح.[156]
- قالت سرايا القدس أنها تفجير آلية عسكرية إسرائيلية في منطقة الصفطاوي شمال قطاع غزة بعبوة برميلية شديدة الانفجار من نوع (ثاقب)، وأعلنت تدمير ناقلة جند إسرائيلية عند مفترق التوأم غرب شمال القطاع بعبوة من نوع (ثاقب) تمّ زرعها في وقت سابق، وأعلنت كتائب شهداء الأقصى استهدافها بقذائف الهاون العيار النظامي تجمّعاً لجنود الاحتلال ولآلياتهم العسكرية قرب محطة الخزندار شمال غرب مدينة غزة ونشرت مشاهد من استهداف مقاتليها بالاشتراك مع كتائب الشهيد عبد القادر الحسيني موقع القيادة والسيطرة في الإدارة المدنية شرق معسكر جباليا بصاروخ موجّه من نوع «107».[155]
- شنت قوات الاحتلال الإسرائيلي حملة اقتحامات واعتقالات في الضفة الغربية، وفي جنين اعتقلت قوات الاحتلال مواطنان خلال اقتحام بلدة كفر دان غرب جنين، فيما استهدف مقاومون قوات الاحتلال بعبوة ناسفة في البلدة واندلعت اشتباكات مسلحة في المدينة، واعتقلت قوات الاحتلال مواطن بعد اقتحام منزله في البلدة، كما اندلعت اشتباكات مسلحة بين مقاومين وقوات الاحتلال في بلدة السيلة الحارثي غرب جنين، واعتقلت القوات فتى فلسطيني عقب اقتحام البلدة ومداهمة منزل ذويه، وفي نابلس اعتقلت قوات الاحتلال شاب من بيت إيبا غربيّ المدينة بعد مداهمة منزله وداهم الاحتلال البلدة القديمة وبلدة مجدل بني فاضل شرق المدينة، واقتحمت القوات بلدة بورين جنوب نابلس واعتقلت مواطنان من منزلهم قرب من حاجز المربعة، وأفيد بتصاعد الدخان بعد استهداف قوات الاحتلال بعبوة في البلدة القديمة بمدينة نابلس واندلاع مواجهات واشتباكات في المنطقة، وشنت قوات الاحتلال حملة اعتقالات وتحقيق ميداني ودهم لمنازل مواطنين في منطقة باب الساحة في البلدة القديمة بمدينة نابلس، وفي قلقيلية داهمت قوات الاحتلال منزل عائلة منفذ عملية "قدوميم" في بلدة باقة الحطب شرق قلقيلية وصادرت مركبة خلال اقتحام البلدة. وفي رام الله، اندلعت مواجهات بين شبان وقوات الاحتلال خلال اقتحامها بلدة بيت لقيا غرب رام الله، وفي بيت لحم؛ اعتقلت قوات الاحتلال شاب من منطقة شارع الصف وسط بيت لحم بعد دهم منزله، وفي الخليل نفذت قوات الاحتلال نفذت حملة اعتقالات في بلدة سعير شمال شرق المدينة تخللها دهم وتكسير أبواب عشرات المنازل ورفض جنود أصحاب المنازل لفتح الأبواب أو انتظارهم.[157]
- هدد الجيش الإسرائيلي باستهداف سيارات الإسعاف في جنوب لبنان زاعمًا استغلال حزب الله لها في نقل المقاتلين والأسلحة، وزعم متحدث باسم الجيش أن «معلومات استخباراتية» كشفت أن «عناصر حزب الله يستخدمون سيارات الإسعاف لنقل المقاتلين والأسلحة» وأن أي مركبة تحمل عناصر مسلحة بما بذلك المقاتلين والمركبات ستكون معرضة للخطر.[158][159]
- أعلنت وزارة الصحة في غزة أن الجولة الثانية من التطعيم ضد شلل الأطفال في وسط غزة ستبدأ في 14 أكتوبر/تشرين الأول وتستمر لمدة ثلاثة أيام مع إمكانية تمديدها ليوم آخر.[160]
- أصدر جيش الاحتلال الإسرائيلي أوامره لسكان 22 بلدة وقرية أخرى في جنوب لبنان، بما في ذلك عيتا الشعب وراميا وحنين، بالإخلاء إلى الشمال من نهر الأولي.[161]
- وقال برنامج الغذاء العالمي إن الحصار الذي يفرضه جيش الاحتلال الإسرائيلي على شمال غزة "له تأثير كارثي على الأمن الغذائي".[162]
- وقالت جمعية الهلال الأحمر الفلسطيني إن 90 في المائة من الأطفال في غزة عانوا من "فقر غذائي" خلال العام الماضي.[163]
- وأفادت قوات اليونيفيل أن اثنان من جنودها أصيبوا بنيران قرب مقرها في الناقورة، ما يرفع عدد الجرحى من جنودها إلى خمسة.[164][165]
- كما تم إطلاق 35 صاروخا آخر من لبنان باتجاه عكا، مما أدى إلى إصابة شخصين بجروح طفيفة عند تقاطع المكر.[159][166]
- وزغم الجيش الاسرائيلي أنه قتل 20 مسلحاً من حماس في مخيم جباليا للاجئين خلال الساعات الأربع والعشرين الماضية، وزغم أن العدد الإجمالي للمسلحين الذين قتلوا في المنطقة حتى الآن يبلغ نحو 200، دون تحديد الفترة الزمنية، كما قتل عدد غير محدد من المسلحين في رفح.[159]
- وقالت الجيش الإسرائيلي إن حزب الله أطلق نحو 320 قذيفة من لبنان باتجاه إسرائيل خلال عطلة نهاية الأسبوع في يوم الغفران.[159]
- استشهد استشهد الأسير الفلسطيني محمد منير موسى (37 عاماً) من بيت لحم في مستشفى «سوروكا» في إسرائيل.[167]
- قال المكتب الإعلامي الحكومي بغزة أن نحو 285 شهيدًا سقطوا نتيجة الغارات الإسرائيلية والقصف على شمال قطاع غزة خلال الـ 8 أيام السابقة.[168]
- أعلنت المقاومة الاسلامية في العراق انها اطلقت طائرات مسيرة باتجاه هدفين في ايلات.[169]
- نشرت الولايات المتحدة أنظمة الدفاع الصاروخي "ثاد" في إسرائيل تحسبًا لرد إيراني على الرد الإسرائيلي المخطط له على ضربات الأول من أكتوبر.[170]

## 13 أكتوبر
- وأفادت وزارة الصحة في غزة بإستشهاد 52 فلسطينياً على الأقل في هجمات إسرائيلية خلال الساعات الأربع والعشرين الماضية، مما يرفع حصيلة القتلى الفلسطينيين في غزة إلى 42227.[171]
- قتلت قوات الاحتلال الإسرائيلي مواطناً فلسطينياً واعتقلت والده وشقيقه في كفر دان كما استهدفت مجموعات فلسطينية مسلحة قوات الاحتلال بعبوة ناسفة في المنطقة ذاتها.[172][173]
- كتائب شهداء الأقصى تستهدف قوات الاحتلال بعبوة ناسفة في نابلس[173]
- وذكرت قناة الجزيرة العربية أن طائرة إسرائيلية بدون طيار ألقت متفجرات لإجبار المدنيين الفلسطينيين، بما في ذلك الأطفال، على الفرار من مخيم جباليا للاجئين، وذلك باستخدام لقطات فيديو حصلت عليها وتحققت منها.[173]
- وأوقع مقاتلو حزب الله خسائر بشرية في صفوف القوات الإسرائيلية التي حاولت "التسلل" إلى رامية بتفجير عبوة ناسفة والاشتباك بالأسلحة النارية. كما ذكر أن القتال مستمر حول القرية. وذكرت شبكة قدس الإخبارية أن "سبعة على الأقل" من الجنود الإسرائيليين أصيبوا.[174]
- أدت غارة إسرائيلية على منزل في النصيرات إلى مقتل ثمانية أشخاص من بينهم امرأة فلسطينية وأطفالها الستة.[175]
- أدى قصف إسرائيلي على منزل في حي التفاح بمدينة غزة إلى إصابة ستة أشخاص معظمهم من الأطفال.[176]
- وتم إطلاق ما يقرب من 300 صاروخ من لبنان إلى شمال إسرائيل خلال الـ 24 ساعة الماضية.[177]
- أُطلقت خمسة صواريخ من لبنان باتجاه حيفا.[173]
- قصفت طائرات إسرائيلية مسجداً قديماً في كفر تبنيت ودمرته، فيما قصفت طائرة أخرى مجمعاً سكنياً فارغاً في صيدا.[178]
- وقال الجيش الإسرائيلي إنه هاجم نحو 40 هدفا في غزة ودمر أسلحة وقتل العشرات من المقاتلين خلال الساعات الـ24 الماضية.[179]
- أدى قصف جوي إسرائيلي في بلدة سربين إلى إصابة أربعة مسعفين من الهلال الأحمر اللبناني.[180]
- أعلنت جمعية الهلال الأحمر الإيراني عن وصول شحنة مساعدات رابعة تحتوي على ثلاثة أطنان من الإمدادات الطبية إلى لبنان.[181]
- وقال حزب الله إن صواريخه استهدفت ثكنة الزبدين في مزارع شبعا ،كما استهدفت مدفعيته تجمعا لجنود إسرائيليين في مارون الراس.[173]
- أدت الغارات الجوية الإسرائيلية على مبنيين سكنيين في منطقة البسطة في بيروت إلى فقدان فتاة.[173]
- وأكد الجيش الإسرائيلي أن جنديين من لواء عتصيوني أصيبا بجروح خطيرة في اشتباكات نارية منفصلة في جنوب لبنان، كما أصيب جنود آخرون بجروح طفيفة إلى متوسطة.[173]
- وزعم الجيش الإسرائيلي أنه تمكن من القبض على أحد عناصر حزب الله وبحوزته أسلحة وإمدادات للاستجواب من نفق في جنوب لبنان.[173]
- طلب رئيس الوزراء الإسرائيلي بنيامين نتنياهو من الأمين العام للأمم المتحدة أنطونيو غوتيريش نقل قوات حفظ السلام التابعة لليونيفيل إلى لبنان "على الفور.[182]
- وأصدر الجيش الإسرائيلي أوامره لسكان 21 قرية في لبنان بإخلاء منازلهم إلى المناطق الواقعة شمال نهر الأولي.[183]
- وقالت الجيش الإسرائيلي إن 25 جندياً من لواء عتصيوني أصيبوا بينهم اثنان في حالة حرجة، أثناء القتال في جنوب لبنان بما في ذلك كفر كلا والعديسة.[174][184]
- وقال حزب الله إنه استهدف كريات شمونة بالصواريخ، كما زعم حزب الله أن صواريخه أصابت قاعدة للجيش الإسرائيلي في صوريت[173]
- أطلق حزب الله من لبنان نحو 115 صاروخاً وقذيفة أخرى باتجاه إسرائيل.[173]
- وقال حزب الله أن الجيش الإسرائيلي استخدم القنابل العنقودية لقصف المنطقة الواقعة بين بلدتي حنين والطيري.[185]
- وقالت قوات اليونيفيل إن القوات الإسرائيلية عبرت الخط الأزرق ودمرت إحدى بوابات قاعدتها الرئيسية. وأضافت أن 15 من قوات حفظ السلام أصيبوا بآثار بما في ذلك تهيج الجلد وردود الفعل المعوية الناجمة عن الدخان المنسوب إلى استخدام الجيش الإسرائيلي "ما بدا وكأنه هجوم بنوع من المواد الكيميائية " على بعد حوالي 100 متر شمال موقعهم. وقال الجيش الإسرائيلي إن دبابته دخلت القاعدة أثناء إجلاء جنوده الجرحى.[173][186][187]
- أصاب هجوم بطائرة بدون طيار شنته حزب الله ثكنة عسكرية في محيط بنيامينا-جفعات آدا ، مما أدى إلى مقتل أربعة جنود إسرائيليين وإصابة ما لا يقل عن 61 آخرين، سبعة منهم في حالة خطيرة.[188][189]
- قالت جمعية الهلال الأحمر الفلسطيني إن طفلين أصيبا بالرصاص خلال اقتحام قوات الاحتلال لبلدة بيت فوريك.[173]
- وزعم حزب الله أن صاروخه استهدف قاعدة تسنوبار اللوجستية التابعة للجيش الإسرائيلي في مرتفعات الجولان.[173]
- كما تم إطلاق طائرة بدون طيار أخرى من لبنان نحو الساحل الشمالي لإسرائيل.[173]
- وقالت قيادة الجبهة الداخلية الإسرائيلية إن صفارات الإنذار دوت في كريات شمونة، ومارغليوت، والمطلة، ومسجاف عام، ومنارة.[173]
- أدى قصف الدبابات الإسرائيلية لمدرسة تستخدم كمأوى للنازحين في النصيرات إلى مقتل 22 شخصاً على الأقل وإصابة 80 آخرين.[173]
- تم إطلاق خمسة قذائف من لبنان باتجاه منطقة الجليج.[173]
- أدت غارة جوية إسرائيلية بطائرة بدون طيار في مخيم الشاطئ للاجئين إلى مقتل خمسة أطفال فلسطينيين على الأقل كانوا يلعبون كرة القدم وإصابة العديد من الآخرين.[173]
- أدت الغارات الإسرائيلية في النبطية إلى تدمير سوق يعود تاريخه إلى عام 1910.[190]

## 19 أكتوبر
- أفادت وزارة الصحة في غزة عن استشهاد 19 فلسطينياً على الأقل في غارات ومجازر إسرائيلية خلال الساعات الأربع والعشرين الماضية، مما يرفع حصيلة الشهداء الفلسطينيين في غزة إلى 42,519.[191]
- تداولت مواقع التواصل الاجتماعي مقطع فيديو يويق استهداف طائرات الاحتلال الإسرائيلي لطفل بشكل مباشر من قوات الاحتلال في شارع النفق في جباليا البلد شمال غزة بالأمس، ما أدى لاستشهاده.[192]
- أعلنت كتائب القسام تمكّنها من تفجير عبوة مضادة للأفراد في قوّة إسرائيلية راجلة والاشتباك معها بأسلحة خفيفة وقنابل يدوية وإيقاع أفرادها بين قتيل وجريح قرب محطة سرداح غرب معسكر جباليا شمالي غزّة، كما أعلنت استهداف جرافة «D9» عسكرية بقذيفة «تاندوم» وتفجّير عبوة «شواظ» بدبابة «ميركافا» أثناء سحبها للجرافة المستهدفة قرب محطة سرداح غرب معسكر جباليا.[193]
- أعلنت سرايا القدس تدمير آلية عسكرية إسرائيلية ميركافا بتفجير عبوة «ثاقب - برميلية» شديدة الانفجار -مزروعة مسبقاً- في محيط مسجد الزاوية بمنطقة تل الزعتر شرق مخيم جباليا، فيما أعلنت قوات الشهيد عمر القاسم استهداف تمركزاً لجنود إسرائيليين جنوب محور «نتساريم» بقذائف الهاون.[193]
- حاصرت قوات الاحتلال الإسرائيلي المستشفى الإندونيسي في بلدة بيت لاهيا شمال قطاع غزة واستهدفت الطابقين الثاني والثالث منه بقذائف مدفعية وقطعت التيار الكهربائي عنه حسب ما أفاد مدير المستشفى.[194]
- أعلنت المقاومة الإسلامية في العراق مهاجمة صباح هدفاً عسكرياً إسرائيل في شمال الأراضي الفلسطينية المحتلة (إسرائيل) بالطيران المسيّر،[195] كما قالت أنها أنها استهدفت أيضًا هدفاً حيوياً في الجولان السوري المحتل بالطيران المسيّر.[196]
- تم إطلاق 100 صاروخ من لبنان باتجاه شمال إسرائيل، وألحقت أضرار بمبنى سكني في شلومي،[197] وقال حزب الله إنه أطلق صواريخ باتجاه منطقة شمال حيفا. قتل شخص وأصيب ما لا يقل عن 13 شخصًا في الهجمات الصاروخية.[198][199]
- استشهد مريضان في العناية المركزة بعد استهداف الاحتلال الإسرائيلي مستشفى الإندونيسي وقطع الكهرباء.[200]
- استشهد 7 فلسطينيين وجرح آخرون جروح خطرة إثر قصف جوي إسرائيلي على مدرسة «أسماء» التابعة لوكالة الأونروا في مخيم الشاطئ غربي غزة.[201]
- استشهد 11 شخصًا وجرح آخرين إثر قصف إسرائيلي استهدف منزلًا في مخيم المغازي وسط قطاع غزة،[202] فيما استشهد 4 فلسطينيين في قصف إسرائيلي استهدف سيارة في بلدة خزاعة شرقي مدينة خان يونس.[203]
- شنت طائرات الاحتلال الإسرائيلي غارة استهدفت سيارة في منطقة جونية شمال بيروت ما أدى لاستشهاد شخصين.[204]

## 20 أكتوبر
- أفادت وزارة الصحة في غزة عن استشهاد 84 فلسطينياً على الأقل في غارات ومجازر إسرائيلية خلال الساعات الأربع والعشرين الماضية، مما يرفع حصيلة الشهداء الفلسطينيين في غزة إلى 42,603.[205]
- استشهد 3 فلسطينيين وجرح آخرين في استهداف للاحتلال الإسرائيلي لمنزل يعود لعائلة أبو قمر بمخيم جباليا شمالي قطاع غزة، فيما استشهد فلسطيني بصاروخ استطلاع إسرائيلي بشارع اليرموك بمدينة غزة.[206] فيما أفيد بسقرط 5 شهداء في جنوبي قطاع غزة، إضافة لشهيدين في قصف بمنطقة خربة العدس في رفح، واستشهد شخصان في قصف بمنطقة المواصي برفح وأدى قصف جوي استهدف «عربة كارو» في جباليا النزلة شمالي غزة عن استشهاد شخصان وعدد من الجرحى الذين وصلوا إلى مستشفى المعمداني بمدينة غزة.[207]
- اقتحم مئات المستوطنين بقيادة وزير الأمن القومي إيتمار بن غفير باحات المسجد الأقصى المبارك في مدينة القدس وأدوا صلوات تلمودية ونفخوا في البوق بداخله، فيما قالت دائرة الأوقاف الإسلامية المسؤولة عن إدارة المسجد إن 1390 مستوطنًا شاركوا بالاقتحام.[208][209]
- وأصدر الجيش الإسرائيلي أوامر إخلاء للسكان بالابتعاد مسافة 500 متر على الأقل عن مبنيين على الأقل في حارة حريك والحدث،[210] كما أصدر أوامر إخلاء لبعض المناطق في شرق لبنان لأول مرة منذ أسبوع.[211]
- زعم جيش الاحتلال الإسرائيلي إن قواته الجوية ضربت 175 هدفاً للمسلحين في غزة ولبنان، وقال أنه ضرب مخازن أسلحة ومواقع لإطلاق الصواريخ وبنى تحتية أخرى تابعة لحماس وحزب الله، كما قال إنه اعترض "هدفاً جوياً مشبوهاً" قبالة ساحل حيفا.[212]
- استشهد شاب فلسطيني[ه]متأثرا بجروحه الخطرة بعد أن دهسته قوات الاحتلال بجيب عسكري جيب أثناء قيادته دراجته النارية على الشارع الرئيسي في بلدة عنبتا شرق طولكرم.[213]
- أعلن حزب الله اللبناني استهداف قاعدة «فيلون» في «روش بينا» شرقي مدينة صفد بصلية صاروخية كبيرة واستهداف تجمعاً لقوات إسرائيلية في وادي هونين غربي بلدة عديسة بصلية صاروخية، واستهداف تجمعاً لقوات أخرى في «مسكاف عام» بصلية صاروخية، وتجمعًا لقوات أخرى في ثكنة «معاليه غولاني» بصلية صاروخية، واستهداف تجمعاً لقوات الاحتلال في مستوطنة «يعرا» بصلية صاروخية كبيرة، كما أعلن استهداف تجمعاً لقوات الاحتلال في مستوطنة «أدميت» وتجمعاً آخر في مستوطنة شلومي بصليتين صاروخية كبيرة، وفي عمليتين منفصلين قال أنه استهدف تجمعين لقوات الاحتلال الإسرائيلي بصليات صاروخية في "يفتاح" وفي "كتسرين".[214]
- وتم إطلاق ما لا يقل عن 160 صاروخاً من لبنان على إسرائيل، حيث تم إطلاقها على أماكن في شمال إسرائيل بما في ذلك مناطق في صفد وحيفا وعكا ومارغليوت.[215]
- أعلنت كتائب القسام - قنص جنديين إسرائيليين مخيم جباليا شمالي غزة ونشرت صور لما قالت أنها لاشتباكات عنيفة بين كتائب القسام وجيش الاحتلال ضمن كمين مركب غرب معسكر جباليا شمالي قطاع غزة، كما أعلنت استهداف جرافة «دي 9» (D-9) عسكرية بقذيفة «الياسين 105» في منطقة الفالوجا غرب معسكر جباليا، وأعلنت استهداف ناقلة جند من نوع «نمر» بقذيفة «تاندوم» غرب مخيم جباليا شمالي قطاع غزة. وتدمير ناقلة جند إسرائيلية من نوع نمر بعبوة «شواظ» قرب محطة الخزندار شمال غرب مدينة غزة.[216]
- أعلن جيش الاحتلال الإسرائيلي مقتل قائد اللواء 401 مدرع العقيد إحسان دقسة في معارك شمال غزة،وقال أنه قتل نتيجة انفجار عبوة في دبابته في جباليا.[217][218][219]
- وأعلنت المقاومة الإسلامية في العراق توجيهها ضربةً في اتجاه هدفٍ حيويٍ تابعٍ للاحتلال الإسرائيلي في غور الأردن المحتل بواسطة الطيران المسيّر ومهاجمة هدفاً حيوياً تابعاً للاحتلال الإسرائيلي في الجولان السوري المحتل بواسطة الطيران المسيّر.[220]
- أعلن حزب الله بإسقاط مسيرة إسرائيلية من نوع هرمز 900، كما أعلن استهداف مربض مدفعية إسرائيلية في «أودم» بِصلية صاروخية، وقاعدة «بيت هلل» ومربضها بصلية صاروخية، واستهداف تجمعات لجنود الاحتلال في موقع المالكية بصلية صاروخية، وتجمعاً لقوات الاحتلال في الحارة الشرقية لبلدة مركبا بصلية صاروخية، وآخر في خلة وردة بصلية صاروخية، واستهداف تحركاً لقوات إسرائيلية في جبل كحيل في بلدة مارون الراس واستهداف ومستوطنة «كريات شمونة» بصليات صاروخية.[221]

## 21 أكتوبر
- أعلنت المقاومة الإسلامية في العراق فجرًا عن مهاجمة هدف عسكري إسرائيلي في الجولان السوري المحتل بالطيران المسيّر.[222]
- وأدى قصف إسرائيلي استهدف منزل المواطن «علي عبدو عثمان» بـ3 صواريخ في حي «النبي انعام» في مدينة بعلبك لاستشهاد 6 أطفال ونساء و8 جرحى، كما أدى شن الطيران الإسرائيلي غارةً على سهل بلدة بدنايل في بعلبك إلى استشهاد مواطن سوري الجنسية.[223]
- شنت قوات الاحتلال الإسرائيلي حملة دهم واعتقالات في الضفة الغربية شملت اعتقال 18 فلسطينيا على الأقل بينهم طفلان وأسرى سابقون،[224] فيما واصلت قوات الاحتلال إغلاقها للبوابة الرئيسية المقامة على مدخل بلدة إذنا غرب مدينة الخليل، ونفذت عمليات دهم وتفتيش مماثلة في منطقة جبل الرحمة بمدينة الخليل، واقتحمت عدد من منازل المواطنين، وأغلقت عدداً من الشوارع الرئيسية والأحياء في مدينة الخليل، بحجة الأعياد اليهودية.[225]
- ومع استمرار حصار الجيش الإسرائيلي لزالت تحاصر عشرات الآلاف من الفلسطينيين في منازلهم مخيم جباليا في شمال قطاع غزة، قالت مصادر طبية إن حصيلة الشهداء جراء الغارات إسرائيلية على قطاع غزة منذ فجر اليوم ارتفعت إلى 33، منهم 27 استشهدوا شمالي القطاع، وأفيد بإستشهاد فلسطينيين اثنين جراء قصف مدفعي إسرائيلي استهدف منازل في منطقة الصفطاوي شمال غربي مدينة غزة.[226]
- استشهد 7 فلسطينيين وجرح آخرين في غارة إسرائيلية استهدفت نازحين في مدرسة «كريزم» التابعة للأونروا بمحيط بركة أبو راشد في مخيم جباليا شمال قطاع غزة وأفاد شهود عيان أن قوات الاحتلال أرغمت النازحين المحاصرين على التجمّع للخروج منها، وأطلقت المدفعية قذيفة تجاههم.[227][228]
- أدى قصف إسرائيلي استهدف مجموعة من المواطنين أثناء تعبئتهم للمياه في جباليا البلد شمال القطاع المحاصر لاستشهاد ستة مواطنين وإصابة آخرين، فينا قصفت طائرة مسيرة للاحتلال خيمة تؤوي نازحين غرب مدينة خان يونس ما أدى لاستشهاد وجرح عدد من المواطنين وأفيد باستشهاد 4 أشخاص في استهداف مجموعة مواطنين في محيط مستشفى اليمن السعيد بمخيم جباليا شمال قطاع غزة، فيما استشهد شخص وجرح آخرون في استهداف إسرائيلي لمجموعة من الفلسطينيين في منطقة رعاية جباليا البلد شمال غزة، ووصل جثمانه إلى المستشفى المعمداني.[229]
- قالت وكالة الأونروا إن إسرائيل رفضت طلبا عاجلًا لإجلاء عالقين تحت الأنقاض في شمال غزة.[230]
- وزعمت وحدة تنسيق أعمال الحكومة في المناطق (COGAT) التابعة لوزارة دفاع إسرائيل أن 114 شاحنة مساعدات دخلت غزة في اليوم السابق، عبر معبر بيت حاون (إيريز) ومعبر كرم أبو سالم.[231][232]
- أعلن حزب الله اللبناني استهداف تجمعات لجنود إسرائيليين في الأطراف الشرقية لبلدة مركبا بصليات صاروخية، وقال أنه أثناء محاولة جنود الاحتلال إجلاء جنود جرحى وقتلى في الأطراف الشرقية لبلدة مركبا، استهدفهم بصلية صاروخية، وأعلن استهداف تحركاً لجنود إسرائيليين عند عبارة كفر كلا بقذائف المدفعية واستهداف جنود إسرائيليين في مثلث رب ثلاثين – عديسة – مركبا بصلية صاروخية كبيرة، واستهداف ثكنة «كيلع» في الجولان السوري المحتل ومستوطنة «معالوت ترشيحا» بصليات صاروخية، واستهداف معسكر الـ«100» شمالي أييليت هشاحر بصلية صاروخية كبيرة، واستهداف مستوطنة كرمئيل وموقع (2222) في جبل الشيخ بصليات صاروخية.[233]
- زعم الجيش الإسرائيلي أنه ضرب نحو 15 منصة لإطلاق الصواريخ قصيرة المدى تابعة لحزب الله في جنوب لبنان، وقال إن بعض هذه المنصات استخدمت في الهجمات الأخيرة في شمال إسرائيل وأضاف أنه ضرب مباني يستخدمها حزب الله في مناطق مختلفة من جنوب لبنان.[234]
- أعلنت كتائب القسام تمكنها من إيقاع قوة هندسية إسرائيلية في «كمين محكم» موضحة أنها «رصدت وصول دبابة وناقلة جند وجرافتين عسكريتين إسرائيليتين من نوع «D9» محملتين بعدد من مكعبات مواد متفجرة شديدة التدمير للكمين واستهداف الجرّافة الأولى بقذيفة «الياسين 105» واستهداف الجرافة الثانية بعبوة «شواظ» مما أدى لانفجار الآليات والمكعبات الناسفة في الرتل المتقدم وتدميره وإيقاع طواقم الآليات الإسرائيلية بين قتيل وجريح غرب معسكر جباليا شمال مدينة غزة.[235]
- اعتقلت الشرطة الإسرائيلية سبعة إسرائيليين بزعم الاشتباه في قيامهم بالتجسس لصالح إيران.[236]
- أفادت وسائل إعلام تابعة للنظام السوري بأنّ قصفًا إسرائيلي استهدف سيارة قرب فندق في منطقة المزة وسط العاصمة دمشق لاستشهاد شخصين وجرح 3 آخرين.[237][238]
- تم إطلاق خمس طائرات بدون طيار من لبنان على إسرائيل، وزغم الجيش الإسرائيلي أنه اعترصها عندما أطلقت في منطقة البحر المتوسط قرب مطار بن غوريون.[239][240]
- وأعلنت هيئة الإذاعة الإسرائيلية عن عملية اختراق محتملة لقاعدة بيانات ميناء حيفا، فيما أطلقت تحذيرات من هجوم صاروخي وشيك.[241][242]
- أعلن حزب الله اللبناني استهدافه بصواريخ نوعية قاعدة غليلوت التابعة لوحدة الاستخبارات العسكرية 8200 في ضواحي تل أبيب.[243]
- أعلنت وزارة الصحة اللبنانية أن حصيلة ضحايا الشهداء نتيجة الغارات الإسرائيلية خلال الـ 24 ساعة الماضية بلغت 19 شهيداً و 98 جريحاً وارتفاع عدد ضحايا العدوان الإسرائيلي على لبنان منذ 8 أكتوبر 2023 إلى 2,483 شهيداً ونحو 11628 جريحاً.[244]
- وأغار الطيران الإسرائيلي على بلدات البياض ومجدل زون وياطر وصديقين ورشكنانيه وعدشيت والقصير، جنوبي لبنان.[244]
- أدت غارة إسرائيلية على بلدة الخراب إلى استشهاد 4 أشخاص وإصابة 4 آخرين بجروح فيما أدت غارة إسرائيلية على بلدة كفرحتى عن استشهاد شخص واحد بالإضافة إلى أشلاء يجري التحقق منها بواسطة DNA، كما أدت غارة للاحتلال الإسرائيلي على البابلية لاستشهاد 4 أشخاص بينهم طفلان بالإضافة إلى إصابة 8 آخرين بجروح.[245][246]

## 22 أكتوبر
- وأفادت وزارة الصحة في غزة بإستشهاد 115 فلسطينياً على الأقل في غارات و7 مجازر إسرائيلية خلال الـ48 ساعة الماضية، مما يرفع حصيلة الشهداء الفلسطينيين منذ 7 أكتوبر 2023 في غزة إلى 42,718.[247][248]
- استشهد 15- 20 فلسطينيًا وجرح آخرين في قصف مدفعي إسرائيلي استهدف تجمعات لنازحين عند مفترق «أبو الجديان» بمنطقة مشروع بيت لاهيا شمالي قطاع غزة، فيما استشهد 4 فلسطينيين وإصابة عدد آخر في قصف إسرائيلي على منطقة خربة العدس شمالي مدينة رفح.[249][250] فيما أدى قصف مدفعية إسرائيليي استهدف النازحين في منطقة العلمي بمخيم جباليا شمالي القطاع لاستشهاد 8 أشخاص وجرح آخرين ونقلوا إلى مستشفى كمال عدوان.[251]
- قال مدير المستشفى الإندونيسي في شمال قطاع غزة أن جيش الاحتلال الإسرائيلي «ما زال يحاصر المستشفى وفي داخلها عشرات المرضى بين الحياة والموت» وأنه «يمنع الصليب الأحمر من تزويد الطواقم الطبية والمرضى بالطعام والماء ويمنع إدخال الوقود والمستلزمات الطبية».[252]
- تم إطلاق خمسة قذائف من لبنان باتجاه الجليل،[253] كما تم إطلاق وابل من الصواريخ باتجاه بيت أرييه عوفاريم.[253]
- زعمت إسرائيل إةأنها ضربت أكثر من 230 هدفا للمسلحين في غزة ولبنان خلال الساعات الأربع والعشرين الماضية.[254]
- أعلنت كتائب القسام جناح حماس العسكري استهداف 3 جرافات عسكرية لقوات الاحتلال الإسرائيلي في شمال غزة، وتبني المسؤولية عن كمين أدى لمقتل قائد اللواء 401 مدرع الإسرائيلي، موضحةً أنها استهدفت جرافة عسكرية من نوع «D9» بعبوة أرضية في شارع الصفطاوي شمال مدينة غزة وأعلنت استهداف جرافتين عسكريتين من نوع «D9» بقذيفة «الياسين 105» وعبوة «شواظ» في حي الفالوجا غرب معسكر جباليا شمال القطاع، وأوضح في الكين الذي تبنته «تفجير عبوة مضادة للأفراد (تلفزيونية) يوم الأحد الساعة 3 مساء في مجموعة قيادة إسرائيلية راجلة مكونة من 12 ضابطاً وإيقاعها بين قتيل وجريح في منطقة الفالوجا غرب معسكر جباليا شمال القطاع» وأعلنت إسرائيل إثر هذه العملية مقتل قائد اللواء 401 وإصابة آخرين بجراح خطيرة منهم قائد كتيبة.[255]
- أعلن المتحدّث باسم القوات المسلحة اليمنية التابعة لجماعة الحوثيون تنفيذ «القوة الصاروخية» عمليةً عسكريةً نوعيةً استهدفت قاعدةً عسكريةً إسرائيليةً شرقي يافا بصاروخ باليستي فرط صوتي من نوع «فلسطين 2»، وقال أن «الصاروخ نجح في الوصول لهدفه متجاوزاً المنظومات الاعتراضية الأميركية والإسرائيلية».[256]

زعم جيش الاحتلال الإسرائيلي أنه قصف قاعدة بحرية لحزب الله في بيروت «تستخدم لتخزين الزوارق السريعة وإجراء الاختبارات وتدريب القوات البحرية» وأضاف أن هجماته الأخرى أصابت مستودعات أسلحة ومراكز قيادة وبنية تحتية أخرى، وزعن أيضًا إن بعضها كانت أهدافًا تحت الأرض.
- اقتحمت قوات الاحتلال الإسرائيلي مدينتي الخليل ونابلس في الضفة الغربية وشنت حملة اعتقالات طالت 28 فلسطينيًا،[258] وانسحبت القوات من مخيم العروب شمال الخليل جنوبي الضفة بعد حملة اعتقالات واسعة شملت 13 شابا بينهم أسرى محررون، واستقبل مستشفى الخليل الحكومي إصابة حرجة في الرأس برصاص الاحتلال من منطقة باب الزاوية واندلعت مواجهات بين فلسطينيين وجيش الاحتلال بعدما اقتحم وسط الخليل مساء أمس لتأمين اقتحامات المستوطنين لموقع أثري وألقى قنابل الصوت والغاز المسيّل للدموع باتجاه عدد من سكان المنطقة واعتدت القوات على فلسطينيين بمحيط الحرم الإبراهيمي الشريف بمدينة الخليل وانسحبت قوات الاحتلال رفقة مجموعات استيطانية متطرفة من منطقة قبر يوسف شرق مدينة نابلس شمالي الضفة الغربية ووقعت مواجهات بين شبان فلسطينيين وقوات الاحتلال في بلاطة البلد شرقي نابلس وأصيب فتى فلسطينيا (15 عاما) في الفخذ بالرصاص الحي خلال مواجهات في بلدة مادما بمدينة نابلس فيما اقتحم قرية الزاوية غرب سلفيت واحتجز عددا من الأطفال والشبان ونكلت بهم وانسحبت من مخيم قلنديا وكفر عقب شمال القدس المحتلة.[259]
  - استشهد طفل[و] (11 عامًا) متأثراً بجروحٍ حرجة أصيب بها برصاص الاحتلال في نابلس ووصل إلى مستشفى «رفيديا الحكومي».[260]
- أعلن حزب الله اللبناني استهداف تجمّعاً لجنود إسرائيليين في موقع المرج وتجمّعاً لجنود الاحتلال في مستوطنة المنارة بصليات صاروخية واستهداف دبابة «ميركافا» أثناء تقدّمها بين رب ثلاثين والطيّبة واحتراقها وإيقاع طاقمها بين قتيل وجريح، واستهدف دبابة «ميركافا« أخرى عند أطراف بلدة العديسة بصاروخ موجّه، واشعال النيران فيها، واستهدافو تجمّعاً لجنود الاحتلال في خلة العساكر غربي بلدة العديسة بصلية صاروخية، واستهداف تجمّعاً لجنود واستهداف تجمّعاً لجنود في موقع البغدادي بصلية صاروخية وتجمّعاً لجنود الاحتلال شرقي عيتا الشعب بصلية صاروخية، واستهداف تجمّعاً لجنود الاحتلال عند مثلّث زرعيت – عيتا الشعب – خلة وردة، بصلية صاروخية كما أعلن استهداف مستوطنة كريات شمونة ومستوطنة حتسور ومستوطنة "بيت هعميك" بصليات صاروخية.[261]
- اعتقلت الشرطة الإسرائيلية وجهاز «الشاباك» 7 فلسطينيين من حي بيت صفافا في مدينة القدس بزتم «التخطيط لاغتيال عالم إسرائيلي ورئيس بلدية بتوجيهات إيرانية».[262]
- أعلن مكتب التحقيقات الفيدرالي الأمريكي (FBI) إجراء تحقيق في تسريب مزعوم لوثائق استخباراتية أمريكية حول خطط إسرائيلية لمهاجمة إيران.[263]

## 23 أكتوبر
- وأفادت وزارة الصحة في غزة بإستشهاد 74 فلسطينياً على الأقل وجرح 130 في غارات و6 مجازر إسرائيلية خلال الـ24 ساعة الماضية، مما يرفع حصيلة الشهداء الفلسطينيين منذ 7 أكتوبر 2023 في غزة إلى 42,792.[264][265]
- أعلنت المقاومة الإسلامية في العراق أنّها هاجمت هدفين حيويَين لإسرائيل في إيلات (أم الرشراش المحتلة) عبر عمليتين منفصلتين بواسطة الطيران المسيّر، كما قالت أنها هاجمت هدفين حيويَين آخرين في الجولان السوري المحتل وهدفاً حيوياً آخر في وسط إسرائيل عبر عمليات منفصلة بالطيران المسيّر، ونشرت مشاهد إطلاقها لطيران مسيّر في اتجاه هدف حيوي في الجولان.[266]
- أعلن حزب الله اللبناني استهداف قاعدة «غليلوت» التابعة لوحدة الاستخبارات العسكرية «8200» في ضواحي تل أبيب بصلية صاروخية نوعية، واستهداف تجمّع لجنود الاحتلال بين بلدتي عديسة ورب ثلاثين بصلية صاروخية واستهداف تجمعاً لجنود الاحتلال عند مثلث «مسكاف عام» – رب ثلاثين – مركبا، بصلية صاروخية، واستهداف تجمعاً لجنود عند أطراف بلدة عديسة بصلية صاروخية.[267]
- واقتحمت أعداد كبيرة من المستوطنين باحات المسجد الأقصى المبارك في مدينة القدس بحماية من قوات الاحتلال الإسرائيلي، وأفادت مصادر مقدسية أنه اقتحم نحو 200 مستوطن ساحات الأقصى وقاموا بأداء طقوس تلمودية.[268]
- أفادت مصادر طبية أن نحو 42 فلسطينًا استشهدوا جراء غارات إسرائيلية منذ صباح هذا اليوم،[269] واستشهاد 4 مواطنين بينهم أطفال وجرح آخرون بعد قصف طائرات الاحتلال الإسرائيلي منزلاً في حي تل الهوا جنوب غرب مدينة غزة، واستُشهد مواطنان وأصيب 4 آخرون على الأقل في قصف مسيرة إسرائيلية مجموعة من المواطنين في خربة العدس شمال مدينة رفح.[270]
- استشهد مدير شرطة بلديات محافظة شمال قطاع غزة مازن الكلوت في استهدافه من مسيرة إسرائيلية كواد كابتر قرب مستشفى اليمن السعيد في مخيم جباليا شمال القطاع،[271] فيما استشهد طبيب وممرض جراء استهدافهما بطائرة مسيرة تابعة للاحتلال قرب مستشفى كمال عدوان واستشهد أربعة أشخاص وأصيب آخرون في قصف الاحتلال منزلًا في جباليا البلد، واستشهد مواطنان وأصيب آخرون في قصف الاحتلال منطقة مخازن منصور بمشروع بيت لاهيا شمال القطاع.[272]
- استُشهد ثلاثة فلسطينيين وأصيب العشرات بجروح مختلفة، إثر مجزرة بقصف الاحتلال الإسرائيلي مدرسة «الزهراء» التي تؤوي نازحين شرق مدينة غزة.[273][274]
- استهدفت قوات الاحتلال مركبة تابعة لوكالة "الأونروا" في شارع صلاح الدين جنوب مدينة دير البلح ما أدى لاستشهاد مواطنين وإصابة آخرين، واستُشهد ثلاثة مواطنين بينهم طفلان ووالدتهما وأُصيب ستة آخرون بجروح جراء غارة صاروخية إسرائيلية استهدفت منزل عائلة «حلاوة» في منطقة الزرقا شمال مدينة غزة وتم نقلهم لمستشفى المعمداني في المدينة.[272]
- نشرت كتائب القسام مشاهد لقصفها بالصواريخ موقع قيادة وسيطرة الاحتلال الإسرائيلي في محور نتساريم بصواريخ «رجوم» عيار 114 ملم.[275]
- اعتقلت قوات الاحتلال الإسرائيلي عشرات الشبان الفلسطينيين للتحقيق معهم في إطار العملية العسكرية في جباليا،[276] وقالت هيئة البث الإسرائيلية أنه تم نقل المعتقلين لمراكز التحقيق التابعة لجهاز «الشاباك» ولمراكز وحدة 504 التابعة للاستخبارات العسكرية عبر الشاحنات وزعم الجيش الإسرائيلي وزعمت الجيش الإسرائيلي أنه اعتقل أكثر من 150 مقاتلاً فلسطينياً «أنهم من المسلحين».[277]
- ارتفع عدد شهداء مجزرة للاحتلال الإسرائيلي أمس بقصفه منزلاً في بلدة تفاحتا إلى 19 مدنياً من عائلة واحدة بينهم نساء وأطفال، فيما شن الطيران الإسرائيلي غارة على بلدتي البازورية والمحمودية وعلى أطراف بلدتي كفرمان وبلاط، وعلى الخيام وعربصاليم والطيبة وشنّ سلسلة غارات استهدفت مدينة صور لبنان وغارات على البساتين المحيطة بمنطقة القاسمية.[278]
- وزعم الجيش الإسرائيلي أنه استهدف «مجمعات القيادة والسيطرة» التابعة لحزب الله، بما في ذلك مقر وحدة الجبهة الجنوبية المستخدمة لمهاجمة المواطنين والقوات الإسرائيلية دون تقديم أدلة.[279][280]
- أعلنت منظمة الصحة العالمية الدولية تأجيل حملة التطعيم ضد شلل الأطفال في شمالي غزة بسبب «القصف الإسرائيلي المكثف والنزوح الجماعي وصعوبة الوصول لهناك».[281]
- قال مدير مستشفى كمال عدوان في شمال غزة إن «الأدوية والمستلزمات الطبية نفدت تماما في مستشفيات شمال قطاع غزة التي تشهد إبادة يرتكبها الجيش الإسرائيلي منذ 19 يوما» وأن «الطواقم الطبية لا تستطيع توفير وحدات دم للجرحى، وكل ساعة يتحول جريح لشهيد بسبب نقص المستلزمات والأدوات الطبية».[269]
- قال المكتب الإعلامي الحكومي في قطاع غزة إن جيش الاحتلال الإسرائيلي قتل أكثر من 770 شهيداً وأصاب أكثر من 1000 جريح وعشرات المفقودين في مخيم جباليا والبلد ومحيطهما واعتقل 200 مواطن وأجبر آلاف المدنيين تحت تهديد القتل بالنُّزوح الإجباري من منازلهم وأحيائهم السكينة خلال 19 يومًا من الحصار والعملية العسكرية في شمال القطاع.[282]
- وقالت وزارة الدفاع الإسبانية أنها علقت جميع العقود لشراء الأسلحة من إسرائيل منذ 7 أكتوبر/تشرين الأول 2023، باستثناء «أعمال الصيانة».[283]

## 24 أكتوبر
- وأفادت وزارة الصحة في غزة بإستشهاد 55 فلسطينياً على الأقل وجرح 132 في غارات و4 مجازر إسرائيلية خلال الـ24 ساعة الماضية، مما يرفع حصيلة الشهداء الفلسطينيين منذ 7 أكتوبر 2023 في غزة إلى 42,847.[284]
- أعلنت المقاومة الإسلامية في العراق مهاجمة هدفاً عسكرياً شمالي إسرائيل بواسطة الطيران المسيّر،[285] كما أعلنت نها هاجمت هدفاً حيوياً في غور الأردن المحتل بواسطة الطيران المسير، وأعلنت مهاجمة هدف حيوي آخر في شمالي إسرائيل بالطيران المسير.[286]
- أعلن حزب الله اللبناني قصف قاعدة «نشريم» جنوب شرقي مدينة حيفا بصواريخ نوعية وشنّ هجوماً جوياً بسرب مسيرات انقضاضية على ثكنة «راموت نفتالي» وإصابة أهدافها في الثكنة بدقة، وقصف مستوطنة «كرمئيل» بصلية صاروخية وقصف قاعدة «سنط جين» الوجستية التابعة لقيادة المنطقة الشمالية بين مستوطنة نهاريا ومدينة عكا بصلية صاروخية كبيرة واستهداف قوات إسرائيلية أثناء تقدمها عند مثلث عديسة - رب ثلاثين - الطيبة بأسلحة رشاشة وصاروخية وإجبارها على التراجع، كما أعلن استهداف دبابتين «ميركافا» بصاروخ موجّه في بلدة عديسة واحتراقهما وإيقاع طاقمهما بين قتيل وجريح واستهداف تجمعات لجنود إسرائيليين بصلية صاروخية عند الأطراف الشرقية لبلدة مركبا وفي مستوطنة «مسكاف عام» وقال أنّ مقاتليه يخوضون اشتباكات عنيفة في بلدة عيتا الشعب من مسافة صفر بالأسلحة الرشاشة والصاروخية وقال أنه استهدف دبابة ميركافا واحتراقها ومقتل وإصابة طاقمها واستهدف تجمعاً لجنود شرقي بلدة عيترون بصلية صاروخية وقذائف المدفعية.[287][288]
- وأطلق حزب الله نحو 120 صاروخاً باتجاه إسرائيل.[289][290]
- واستشهد عسكري سوري وجرح 7 آخرين في غارات إسرائيلية على مبنى في حي كفر سوسة في العاصمة دمشق وعلى ريف حمص في سوريا وأعلنت قوات الدفاع الجوي السوري محاولة التصدي «لأهداف مجهولة».[291][292][293]
- استشهد 17 فلسطينيًا بينهم 9 أطفال وجرح أكثر من 52 شخصًا وعددٍ من المفقودين في مجزرة ارتكبها جيش الاحتلال الإسرائيلي بقصف مدرسة «شهداء النصيرات» في وسط غزة، وقال المكتب الإعلامي الحكومي في غزة «إن جيش الاحتلال كان يعلم أن المدرسة تضم آلاف النازحين».[294][295] بينما زعم الجيش الإسرائيلي إنه استهدف مسلحين من حماس يعملون داخل مركز قيادة وسيطرة في المنطقة.[296]
- أعلنت كتائب القسام جناح حماس العسكري استهداف جرافة عسكرية من نوع «D9» بعبوة «شواظ» قرب مدرسة الفاخورة في مخيم جباليا شمالي قطاع غزة ونشرت سرايا القدس مشاهد توثق «استهداف مجاهديها تجمعاً للآليات وقنص جندي إسرائيلي خلال المعارك الضارية مع قوات جيش الاحتلال في محاور القتال شمالي القطاع»، فيما أعلنت كتائب شهداء الأقصى قصفها خطوط الإمداد لقوات جيش الاحتلال في «محور نتساريم» بقذائف الهاون نشرت مشاهد لقصفها بقذائف الهاون مقر قيادة وسيطرة للاحتلال في محيط الإدارة المدنية شرقي مخيم جباليا، شمالي القطاع، كما قالت قوات الشهيد عمر القاسم إنها استهدفت تجمعاً لقوات الاحتلال جنوبي محور نتساريم بقذائف الهاون.[297]
- شنت قوات الاحتلال الإسرائيلي جملة اقتحامات اعتقالات طالت 18 فلسطينياً في الضفة الغربية،[298] حيث اقتحم آليات عسكرية إسرائيلية مخيمي بلاطة وعسكر شرقي نابلس، وانتشر في عدة أماكن بمخيم بلاطة، قبل أن ينسحب منه باتجاه مخيم عسكر القديم، واعتقلا القوات عددًا من الفلسطينيين خلال اقتحامها مخيم الفوار ومدينة دورا بالخليل في الضفة، ونفذت آليات عسكرية إسرائيلية اقتحامات لحي البالوع في مدينة البيرة وبلدة دير أبو مشعل غربي رام الله، ودهمت قوات الاحتلال البلدة بعدة آليات وجابت شوارع وأحياء البلدة،[299]
- قال جعاز الدفاع المدني الفلسطيني في قطاع غزة أنه توقف عمله كاملًا في محافظة شمال غزة عقب اعتقال جيش الاحتلال 5 من عناصره واستهداف 3 آخرين بشكل مباشر وقصف مركبة الإطفاء الوحيدة شمال غزة.[300]
- استشهد 3 جنود من الجيش اللبناني بينهم ضابط «الرائد محمد فرحات» إثر غارة إسرائيلية استهدفهم في خراج بلدة ياطر - بنت جبيل في جنوبي لبنانـ في أثناء تنفيذ عملية إجلاء جرحى.[301][302]
- وزعم الجيش الإسرائيلي أنه قتل عشرات المسلحين خلال اليوم الماضي وضرب أكثر من 160 «هدفًا» لحزب الله بما في ذلك منصات إطلاق ومباني عسكرية وبنية تحتية عسكرية في جميع أنحاء لبنان والقضاء على «عديد فرق المسلحة» باستخدام الضربات الجوية، كما زعم أن الفرقة 98 حددت موقع مستودعات ذخيرة تحتوي على مئات الصواريخ المضادة للدبابات وقذائف الهاون.[303]
- أعلنت قطر والولايات المتحدة عودة مفاوضات وقف إطلاق النار بين حركة حماس وإسرائيل خلال الأيام المقبلة.[304]
- استشهد 11 طفلاً بإعدام الاحتلال لهم في قصف إسرائيلي على مقر نادي خدمات المغازي في مخيم المغازي وسط قطاع غزة، فيما استشهد 3 فلسطينيين في قصف استهدف منزلًا بمنطقة معن شرقي مدينة خان يونس في جنوب القطاع.[305]

## 25 أكتوبر
- استشهد وجرح 150 فلسطينيًا في مجزرة كبيرة بقصف الاحتلال الإسرائيلي لم بع سكني يضم 11 منزلًا لعائلات (النجار، أبو العوف، سلمان، حجازي، أبو القمصان، عقل، أبو راشد، أبو الطرابيش، زقول، وشعلان) في منطقة «بلوك 7» في شارع الهوجا بمخيم جباليا شمال القطاع، وقال الدفاع المدني الفلسطيني أنهم يواجهون صعوبة كبيرة في نقل الشهداء والمصابين بعد أن عطل الاحتلال عملهم رغم نداءات الاستغاثة التي وجهها الأهالي.[306][307][308]
- أعلنت المقاومة الاسلامية في العراق استهدافها هدفين حيويين في إيلات «أم الرشراش المحتلة» بالطائرات المسيرة.[309]
- استشهد 3 صحفيين لبنانيين بقصف إسرائيلي استهدف فندق في بلدة حاصبيا في جنوب لبنان.[310]
- اقتحم جيش الاحتلال الإسرائيلي مستشفى الشهيد كمال عدوان الحكومي الذي حلصرته شمالي قطاع غزة ودعت المرضى للنزول لساحته، وقال الدفاع المدني بغزة إن أكثر من 150 مريضًا وموظفًا محاصرون في المستشفى مشيراً لوقوع إصابات في صفوف الطاقم الطبي وتحطم نوافذ الغرف.[311]
- استشهد طفلين بقسم المعنية المركزة في مستشفى كمال عدوان المحاضر جراء جراء قصف الاحتلال الإسرائيلي محطة الأكسجين الرئيسية في المستشفى.[312][313]
- استشهد 28 فلسطينيا في قصف إسرائيلي استهدف منازل بمنطقة المنارة جنوبي مدينة خان يونس،[311][314] فيما استشهد فلسطينيان وجرح آخرين ومفقودين في قصف إسرائيلي استهدف منزلين في منطقة قيزان النجار جنوبي مدينة خان يونس، كما استشهاد 3 وجرح 7 آخرين جراء قصف الاحتلال الإسرائيلي لخيمة نازحين قرب بئر 19 في مواصي خان يونس.[315]
- اعتقلت قوات الاحتلال الإسرائيلي الناشط الإعلامي الفلسطيني عبد الرحمن «عبود» بطاح (18 عاماً) من مستشفى الشهيد كمال عدوان الحكومي رفقة ناشطين آخرين،[316] ووفقاً للمرصد الأورومتوسطي لحقوق الإنسان فإن جنود الاحتلال أساءوا معاملته واقتادوه إلى جهة مجهولة،[317] وأفيد الإفراج عنه لاحقًا.[318]
- أعلنت كتائب القسام استهدافها من خلال كمين مركب ناقلتي جند إسرائيليتين بقذيفتي «الياسين 105» و«تاندوم» وجرافة عسكرية من نوع «D9» بعبوة ناسفة قرب مسجد الشهيد عماد عقل شرق معسكر جباليا شمال القطاع وقنص جندي إسرائيلي ببندقية الغول القسامية في منطقة الرزان شمال معسكر جباليا شمال القطاع،[319] وأعلنت سرايا القدس إن مقاتليها يخوضون اشتباكات «ضارية» بأسلحة رشاشة ومناسبة مع جنود الاحتلال في شمال بلدة بيت لاهيا شمالي القطاع.[320]
- نفذ جيش الاحتلال اعتقالات جماعية في صفوف المواطنين من مستشفى كمال عدوان وتم نقل المعتقلين إلى منطقة مجهولة للتحقيق معهم.[321]
- زعم جيش الاحتلال الإسرائيلي أن طائراته المقاتلة قتلت عباس عدنان مسلم قائد قطاع قوة الرضوان في عيترون، والمسؤول عن تنفيذ العديد من خطط إطلاق النار التي استهدفت الجيش الإسرائيلي والمستوطنات في شمال إسرائيل، كما زعم أنه ضرب ما يقرب من 200 هدف للمسلحين في لبنان وقتل عددًا من المسلحين من البر والجو في غزة خلال اليوم الماضي.[322]
- أعلن حزب الله اللبناني استهدافه قاعدة «الكرمل» جنوبي مدينة حيفا بصلية صاروخية نوعية وشنّ هجوماً جوياً بسرب من مسيّرات انقضاضية على موقع «البغدادي» الإسرائيلي واستهداف تجمعات لجنود الاحتلال عند الحدود الجنوبية بالصواريخ في مستوطنة المنارة وفي المالكية و«حبوشيت» واستهداف تجمعاً آخر لقوات إسرائيلية على أطراف بلدة مروحين بصاروخين موجهين واستهداف دبابة ميركافا في نفس المنطقة بصاروخ موجه واحتراقها وقتل وجرح طاقمها، واستهداف تجمعاً لقوات إسرائيلية في ثكنة «شوميرا» بصلية صاروخية.[323]
- تم إطلاق خمسة صواريخ من لبنان على منطقتي الجليل الأعلى وبحر الجليل في شمال إسرائيل.[324]
- أعلن الجيش الإسرائيلي مقتل 5 جنود إسرائيليين من الكتيبة 89 من اللواء المدرع الثامن وجرح آخرون جروح خطرة خلال القتال في جنوب لبنان في االيلة الماصية.[325]
- أعلن حزب الله تنفيذ كميناً ضدّ قوة إسرائيلية تساندها دبابة «ميركافا» بعد تقدّمها في اتجاه بلدة حولا واستهدافه بصاروخ موجّه وتدميرها وإيقاع طاقمها بين قتيل وجريح واستهداف القوة بأسلحة رشاشة وقذائف صاروخية موقعًا أفرادها بين قتيل وجريح، واستهداف تجمعين لقوات الاحتلال في البلدة بصليات صاروخية، وقصف تجمعاً لقوات إسرائيلية عند عبّارة بلدة كفركلا وآخر بين «المطلة» وكفركلا مستهدفهم بصلية من الصواريخ واستهداف قوةً إسرائيليةً مؤلفةً من 3 جنود، قرب آلية في حي الوزاني في كفركلا وإيقاعهم بين قتيل وجريح واستهداف قوتين إسرائيليتين من 7 جنود قرب آليتين وإيقاعهم بين قتلى وجرحى، واستهداف قوةً إسرائيليةً مؤلفةً من 12 جندياً بصاروخ موجّه عند أطراف عديسة وعند تدخّل آلية عسكرية من نوع «هامر» بها 4 جنود استهدفها بصاروخ موجّه وايقاعهم بين قتيل وجريح وأعلن تدمّير دبابتي ميركافا عند أطراف بلدة العديسة واحتراقهم وسقوط أفرادهما بين قتيل وجريح بعد استهدافهما بصاروخين موجّهين. واستهداف دبابة "ميركافا" أخرى على طريق مركبا - عديسة وتدميرها وإيقاع طاقمها بين قتيل وجريح وإجبار قوةً إسرائيليةً مرافقةً للدبابة على الانسحاب لموقع «العبّاد» واستهداف بصواريخ تجمعات لقوات الاحتلال في شرقي مركبا وقصف بصليتين صاروخيتين تجمعين إسرائيليين آخرين عند الأطراف الشرقية لعيترون.[326]
- أدى هجوم صاروخي شنه حزب الله على مستوطنة شوميرا إلى إصابة ستة أشخاص.[327]
- قُتل ثلاثة جنود إسرائيليين أثناء القتال في شمال غزة، مما رفع حصيلة قتلى الجيش الإسرائيلي المعلنة في قطاع غزة إلى 361.[328]
- أطلق حزب الله 30 صاروخا على كرميئيل،[329] قُتل شخصان وأصيب سبعة آخرون، أحدهم في حالة حرجة والآخر في حالة خطيرة، عندما سقط صاروخ على بلدة مجد الكروم في الجليل الغربي القريبة.[330]
- قال الدفاع المدني الفلسطيني في غزة أن 12 شخصًا استشهدوا باستهداف جيش الاحتلال الإسرائيلي بغارات من طائرات مسيرة مجموعة فلسطينيين كانوا ينتظرون وصول مساعدات إنسانية شمال مخيم الشاطئ غرب مدينة غزة.[331]
- قال جيش الاحتلال أن حزب الله أطلق ما مجموعه 65 صاروخًا على شمال إسرائيل طوال اليوم.[332]

## 26 أكتوبر
- أعلنت كتائب القسام استهداف آليتين إسرائيليتين بعبوتي «شواظ» وقذيفة «الياسين 105» شرق جباليا شمال قطاع غزة وأن مقاتليها فجروا منزلا مفخخًا تحصن بداخله عدد من جنود الاحتلال شمال معسكر جباليا شمال القطاع وإيقاعهم بين قتيل وجريح، وأعلنت استهداف دبابتين بقذيفتي «الياسين 105» شمال معسكر جباليا في شمال القطاع وأعلنت قنص جندي إسرائيلي واستهداف ناقلتي جند إسرائيليتين بقذيفتي «الياسين 105» و«تاندوم» بإضافة لجرافة عسكرية من نوع «دي 9»، كما أعلنت سرايا القدس إسقاط مسيرة إسرائيلية «كواد كابتر» وسيطرتها عليها أثناء تنفيذها مهام استخبارية في سماء شمالي قطاع غزة وأعلنت إسقاط مسيرة «كواد كابتر» أخرى أثناء تنفيذها مهام استخبارية في سماء مدينة غزة.[333]
- وأعلن حزب الله استهداف قاعدة «تل نوف» الجوية جنوبي تل أبيب بمسيّرات انقضاضية وقصف «الكريوت» شمالي حيفا وقاعدة «ميشار» و«متسوفا» وكريات شمونة بصليات صاروخية واستهداف تجمعات لقوات إسرائيلية في «شلومي» محيط بلدة عيتا الشعب ومنطقة المشيرفة في رأس الناقورة بالصواريخ،[334] وقالت حزب الله إنه استهدف بالصواريخ مستوطنة كريات شمونة.[335]
- وحث حزب الله وأصدر تحذيرًا لسكان ما لا يقل عن 25 تجمعا سكانيًا في شمال إسرائيل وعدد قليل من المستوطنات في مرتفعات الجولان على إخلاء تلك الأماكن، قائلًا إن تلك الأماكن أصبحت «أهدافا عسكرية مشروعة» بعد تمركز القوات الإسرائيلية.[336]
- أطلق حزب الله نحو 80 صاروخاً باتجاه إسرائيل.[337]
- طردت شركة مايكروسوفت اثنين من الموظفين الذين نظموا احتجاجا بزعم انه «غير مرخص» له في مقرها الرئيسي في ريدموند تضامنًا مع الفلسطينيين الذين قتلوا في غزة.[338]

## 27 أكتوبر
- ارتكبت إسرائيل مجزرة بقصف طائرات الاحتلال الإسرائيلي مربعا سكنيا يضم 5 منازل تعود لعائلات أبو شدق، المصري، وسلمان قرب الدوار الغربي في بلدة بيت لاهيا شمال قطاع غزة، ما أسفر عن استشهاد أكثر من 35 فلسطينيا بينهم نساء وأطفال وأصيب آخرون.[339]
- أسفر قصفا إسرائيلي استهدف مربعا سكنيا في مخيم جباليا أدى إلى استشهاد 18 فلسطينيا وإصابة العشرات، فيما واستشهد 10 فلسطينيين وجرح آخرون في قصف عنيف للاحتلال الإسرائيلي استهدف منزلًا في منطقة مشروع بيت لاهيا شمالي القطاع.[340]
- أعلن حزب الله اللبناني شنه هجوماً جوياً بسرب من مسيّرات انقضاضية على قاعدة "الناعورة" شمالي مدينة العفولة شمالي «إسرائيل» استهداف تجمعات قوات الاحتلال في قاعدة «إييليت» بصلية من الصواريخ واستهداف مواقع جل العلام وثكنة «معاليه غولان» وثكنة مربض «سنير» وقاعدة «شراغا» بالصواريخ واستهداف بالصليات الصاروخية مستوطنات «جعتون» و«يسود همعلاه» و«شآر يشوف» وقصف تجمعين لقوات الاحتلال في شرقي بلدة مركبا وفي مستعمرة «حتسور».[341]
- أعلنت المقاومة الإسلامية في العراق استهدافها بالطيران المسير «هدفاً حيوياً» في الجولان السوري المحتل،[342] واستهدافها «هدفاً حيوياً» في إيلات «أم الرشراش» بالطيران المسير، وأفاد الجيش الإسرائيلي باعتراض مسيّرة قال إنها كانت قادمة من الشرق.[343]
- أعلن حزب الله اللبناني شنّه هجوماً جوياً بسرب من المسيّرات الانقضاضية على شركة «يوديفات» للصناعات العسكرية جنوبي شرقيمدينة عكا، فيما كّدت وسائل إعلام إسرائيلية انفجار طائرة من دون طيار داخل مبنى في المنطقة الصناعية «بارليف» بين عكا و«الكرمئيل» حيث سقط 4 إصابات.[341]
- وإدعى الجيش الإسرائيلي إن طائراته المقاتلة ضربت "مخازن أسلحة" تابعة لحزب الله ومواقع تستخدم في تصنيع وصيانة الأسلحة في الضاحية الجنوبية دون تقديم أي دليل، كما زعم أنه قتل 70 مقاتلاً من حزب الله وضرب أكثر من 120 موقعًا لحزب الله.[344]
- استشهد 8 أشخاص[ز] وجرح 25 آخرين في غارات إسرائيلية استهدفتا مبنى بأحد الأحياء السكنية في بلدة حارة صيدا حيث يوجد أكثر من 17 ألف نازح من قرى جنوب لبنان،[346] فيما استشهد 3 أشخاص بعد استهداف مسيّرة إسرائيلية سيارة غربي قضاء بعلبك وغارة أخرى في بلدة تفاحتا جنوبي لبنان استشهد فيها 3 أطفال ووالداهما، فيما شنت الطائرات الإسرائيلية سلسلة غارات استهدفت بلدات برعشيت وعيناثا وحاريص ومجدل سلم وشحور والقليلة وبرج الشمالي والسماعية ودير قانون رأس العين ودير كيفا وبلاط والشعيتية ومدينة النبطية في جنوب لبنان.[347]
- أعلن الجيش الإسرائيلي مقتل أربعة جنود إسرائيليين من لواء ألون بمن فيهم حاخام اللواء، أثناء القتال في جنوب لبنان، مما رفع حصيلة قتلى الجيش الإسرائيلي في «غزو لبنان» إلى 36، كما أصيب 14 من الجنود الآخرين أثناء القتال مع حزب الله، أربعة منهم في حالة خطيرة.[348][349]
- أصدر الجيش الإسرائيلي أمراً بإخلاء سكان 14 بلدة وقرية في جنوب لبنان للانتقال إلى شمال نهر الأولي.[350]
- اصطدمت شاحنة بمحطة حافلات قرب قاعدة «غليليون» العسكرية في رامات هاشارون في تل أبيب مما أدى لمقال جندي وإصابة ما لا يقل عن 50 شخصًا، من بينهم 10 أشخاص في حالة حرجة، وأفادت وسائل إعلام إسرائيلية أنه أطلق النار على سائق الشاحنة و«تحييده».[351][352][353]
- نشر الإعلام العسكري لكتائب القسام مشاهد لاستهداف أحد المباني التي تحصّنت بها قوات الاحتلال الإسرائيلي في مخيم جباليا شمالي قطاع غزة في 23 تشرين الأول/أكتوبر، وأظهرت رصد دخول عدد من جنود الاحتلال داخل أحد المباني، فيما أعلنت سرايا القدس استهدافها بوابل من قذائف الهاون تحشدات الاحتلال في «محور نتساريم» شمالي المنطقة الوسطى وقالت كتائب الأقصى أنها استهدفت جنود الاحتلال وآلياته المتمـركـزة فــي محور «نتساريم» بصواريخ قصيرة المدى عيار "107".[354]
- أعلن حزب الله اللبناني استهداف قاعدة «زوفولون» للصناعات العسكرية شمالي مدينة حيفا بصلية صاروخية كبيرة وقصف مستوطنة نهاريا بصلية صاروخية واستهداف تجمّعاً لجنود الاحتلال في مستوطنة المالكية وتجمّعاً لجنود آخر في مستوطنة كرمئيل بصليات صاروخية واستهداف تجمّعات الاحتلال شمالي شرقي مستوطنة المنارة وعند باحة المدخل الشمالي لموقع المرج وعند بوابة فاطمة.[355]
- وتم إطلاق حوالي 75 صاروخًا من لبنان باتجاه شمال إسرائيل، سقط أحد الصواريخ على الأرض مما أدى إلى إصابة ثلاثة أشخاص في طمرة، بما في ذلك امرأة أصيبت بجروح خطيرة.[356]

## 28 أكتوبر
- وأفادت وزارة الصحة في غزة أن 96 فلسطينيا على الأقل استشهدوا ووصلو للمستشفيات وجرح 277 في غارات و5 مجازر إسرائيلية خلال الـ48 ساعة الماضية، مما رفع حصيلة الشهداء الفلسطينيين في غزة منذ 7 أكتوبر 2023 إلى 43,020.[357]
- وذكرت مصادر طبية أن 22 فلسطينيا استشهدوا في غارات إسرائيلية على قطاع غزة منذ الصباح، حيث أطلقت مدفعية الاحتلال عدة قذائف اتجاه مجموعة مواطنين على دوار خريس في بلوك 12 شرق مخيم البريج ما أدى لاستشهاد فلسطينيين اثنين وإصابة آخرين.[358] فيما قصفت طائرات حربية إسرائيلية منزلًا لعائلة شعفوط في بلوك 7 شرق مسجد الشهيد بالبربح دون وقوع إصابات.[359]
- استشهاد طفل فلسطيني متأثرًا بجراح أصيب بها برصاص مسيرة إسرائيلية في مخيم المغازي وسط القطاع، كما استشهد فلسطيني وأصيب 4 آخرون في غارة إسرائيلية على منزل لعائلة أبو أمونة في منطقة أرض المفتي شمال مخيم النصيرات.[359]
- استشهد شخصان وجرح آخرون في قصف إسرائيلي استهدف منزلًا يعود لعائلة عودة في مشروع بيت لاهيا شمال قطاع غزة، واستسهد شخصان في قصف إسرائيلي استهدف تجمعًا للمواطنين في جباليا البلد شمالي قطاع غزة فيما استشهد 3 أشخاص جراء استهداف الاحتلال مجموعة مواطنين في شارع النزاز بحي الشجاعية شرقي مدينة غزة، واستشهد اثنان في قصف إسرائيلي على المواطنين بمحيط مسجد المجمع الإسلامي بحي الصبرة جنوب مدينة غزة، واستشهاد أب وابنه من عائلة «الشاعر» جراء استهدافهما من طائرة مسيرة إسرائيلية في منطقة خربة العدس شمالي رفح بينما استشهدت فلسطينية[ح] من بلدة خزاعة شرقي خانيونس متأثرة بجراحها التي أصيبت بها قبل أيام جراء قصف خيمتهم.[359]
- أفادت الدفاع المدني الفلسطيني في قطاع غزة أن أكثر من 100 ألف فلسطيني في شمال غزة في جباليا وبيت حانون وبيت لاهيا يتعرضون لحصار وقصف إسرائيلي مكثف أصبحوا مشردين.[360]
- أعلن الجيش الاسرائيلي قُتل ضابطان وعدد من الجنود الإسرائيليين في لبنان.[361] وزعم جيش الاحتلال أن أكثر من 1200 من مقاتلي حزب الله قُتلوا منذ بدء عمليته البرية في لبنان، وزعم أن حزب الله لم يحتفظ إلا بنحو 30% من الصواريخ التي كان يمتلكها في البداية قبل الصراع.[362]
- أعلنت المقاومة الإسلامية في العراق مهاجمة «هدفاً عسكرياً» إسرائيلي شمال إسرائيل (فلسطين المحتلة) بواسطة الطيران المسيّر.[363]
- شنت قوات الاحتلال الإسرائيلي حملة اقتحامات واعتقالات واسعة في الضفة الغربية شملت اعتقال 12 فلسطينيا،[364] حيث اندلعت اشتباكات مع قوات الاحتلال بعد اقتحامها مدينة جنين وتوغلت في شارع الناصرة بمدينة جنين وفجر مقاومون فلسطينيون عبوة شديدة الانفجار بالقوة المقتحمة على مدخل بلدة اليامون، وقالت كتيبة جنين انها استهدفت قوات الاحتلال بالرصاص وعبوات ناسفة شديدة الانفجار على مدخل السيلة الحارثية غرب جنين، واقتحمت قوات الاحتلال مخيم عسكر القديم شرق مدينة نابلس وحاصرت منزلاً في حارة العيادة وأطلقت قنابل دخانية صوب المواطنين في المنطقة ونشرت قناصة على أسطح منازل حارة العيادة تزامنًا مع محاصرة المنزل، وافتحمت قوات الاحتلال قريتي يتما وقصرة بالمدينة وداهمت منازل وفتشتها واعتقلت شابين من يتما، واقتحمت قوات الاحتلال مدينة سلفيت ودهمت عدة منازل، وفي الخليل أصيب عدد من المواطنين بالاختناق خلال مواجهات اندلعت بعد اقتحام قوات الاحتلال مخيم العروب شمالها، مدخل المخيم وأطلقت الغاز السام صوب المواطنين مما أدى لإصابة عدد منهم بالاختناق وتم علاجهم.[365]
- أجرى مدير جهاز الموساد الإسرائيلي دافيد برنياع مفاوضات في العاصمة القطرية الدوحة حول وقف إطلاق النار في غزة.[366]
- تعرض الأسير البارز القيادي في عضو حركة فتح مروان البرغوثي وعدد من رفاقه المعزولين في زنازين معتقل سجن مجدو لاعتداء وحشي في السجن مم أدى لإصابته إصابات بالغة.[367]
- أطلق حزب الله نحو 115 قذيفة من لبنان باتجاه إسرائيل.[368]
- أعلن حزب الله استهداف مرتين تجمعاً لجنود إسرائيليين بين مستوطنتي المنارة ومرغليوت بصليات صاروخية واستهداف تجمعات لجنود الاحتلال عند بوابة فاطمة بقذائف المدفعية وصليات صاروخية وقال أنه قصف مستوطنة كريات شمونة بصلية صاروخية بعدما أنذر المستوطنين بإخلائها.[369]
- قال حزب الله أنه استهدف شركة «يوديفات» للصناعات العسكرية جنوبي شرقي مدينة عكا بمسيّرة انقضاضية أصابت هدفها بدقة.[370]
- زعم الجيش الإسرائيلي أنه اعتقل نحو 100 من من أسماهم «نشطاء حماس» من مستشفى كمال عدوان وأن بعضهم شارك في هجوم السابع من أكتوبر/تشرين الأول، كما زعم أنه عثر على أسلحة وأموال ووثائق استخباراتية في المستشفى والمنطقة المحيطة به.[371][372]
- استشهد أكثر من 60 شهيدًا في لبنان إضافة لجرح نحو 100 شخص من جراء الغارات الإسرائيلية المكثّفة على القرى والبلدات في البقاع وبعلبك.[373][374]
- استشهد 7 أشخاص وأصيب 17 شخصاً في مجزرة ارتكبها الاحتلال الإسرائيلي مستهدفاً مبنى في حي الرمل في صور جنوبي لبنان.[375]
- قال حزب الله أن نحو 90 عسكري إسرائيلي قتل وأكثر من 750 جريحاً منذ بدء التوفل البري للبنان كمال قال أنه دمر 38 دبابة ميركافا و4 جرافات عسكرية وآلية هامر وآلية مدرعة وناقلة جند خلال التصدي البري وتم إسقاط 3 مسيرات من طراز هرمز 450 وواحدة من طراز هرمز 900 وأن الحصيلة لا تتضمن خسائر الاحتلال في القواعد والمواقع والثكنات العسكرية والمستوطنات.[376]
- أعلنت جماعة الحوثيون في اليمن تنفيذ «القوات المسلحة» ثلاث عمليات عسكرية ضد ثلاث سفن حيث استهدفت سفينة «SC MONTREAL» جنوبي البحر العربي بطائرتين مسيرتين وكانت الإصابة دقيقة واستهداف سفينة «MAERSK KOWLOON» في البحر العربي بصاروخ مجنح واستهداف «القوات البحرية والقوة الصاروخية» لسفينة «MOTARO» في البحر الأحمر وباب المندب بعدة صواريخ باليستية لانتهاك الشركات المالكة لها «قرار حظر الدخول إلى موانئ فلسطين المحتلة».[377][378]
- أقر الكنيست الإسرائيلي قانونا يصنف وكالة الأونوروا الأونروا كـ "منظمة إرهابية"، وسيدخل القرار حيز التنفيذ "خلال 90 يوما".[379][380]
- وقالت وزارة الصحة في قطاع غزة إن «الاحتلال الاسرائيلي يحاول إجهاض حملة التطعيم ضد شلل الأطفال بكل السبل، ويمنع وصول فرق الحملة إلى شمال غزة، ويضع العراقيل أمام تنفيذها في مدينة غزة ايضًا».[381]

## 29 أكتوبر
- وأفادت وزارة الصحة في غزة بإستشهاد 41 فلسطينياً على الأقل وجرح 113 آخرون في غارات و4 مجازر إسرائيلية خلال الساعات الأربع والعشرين الماضية، مما يرفع حصيلة الشهداء الفلسطينيين في غزة إلى 43061، وأوضجت (ن الحصيلة لا تشمل ضحايا مجزرة بيت لاهيا بمنزل عائلة آل نصر.[382]
- أحرقت قوات الاحتلال الإسرائيلي مدرسة الفاخورة التابعة لوكالة الأونروا بمخيم جباليا، كما ارتكبت إسرائيل مجزرة باستهداف منزلاً من 5 طوابق لعائلة «آل نصر» في مشروع بيت لاهيا شمالي قطاع غزة أسفرت عن استشهاد 94 فلسطينيًا وفقدان 40 آخرين وعشرات الجرحى والمفقودين عالقين تحت الأنقاض.[383][384] وقال المكتب الإعلامي الحكومي في غزة، أنّ "جيش الاحتلال ارتكب المذبحة الفظيعة هذه وهو يعلم أنّ العمارة السكنية التي استهدفها تؤوي أكثر من 200 مدني من النازحين غالبيتهم من الأطفال والنساء الذين شردهم من أحيائهم المدنية السكنية".[385]
- واستشهد 7 أشخاص بينهم 3 أطفال وإصابة آخرين في قصف إسرائيلي استهدف منزلين لعائلة عبيد العمري في مشروع بيت لاهيا شمال القطاع.[386]
- قتل قائد في الكتيبة 52 في الجيش الإسرائيلي متأثراً بجراحه التي أصيب بها أثناء القتال في شمال غزة في 19 أكتوبر/تشرين الأول، مما رفع حصيلة قتلى الجيش الإسرائيلي في قطاع غزة إلى 363.[387]
- وانتخب حزب الله اللبناني نعيم قاسم أمينًا عامًا له خلفًا لحسن نصر الله الذي اغتالته إسرائيل في 27 سبتمبر الماضي.[388]
- أعلن حزب الله اللبناني استهداف مستوطنة دلتون ومستوطنة كفر فراديم بصليات صاروخية واستهداف تجمعاً لجنود الاحتلال في مستوطنة معالوت ترشيحا بصلية صاروخية.[389]
- استشهد أحد أفراد طاقم منظمة أطباء بلا حدود أثناء القصف الإسرائيلي في 24 أكتوبر/تشرين الأول. وهو ثامن أفراد طاقم منظمة أطباء بلا حدود الذين قُتلوا أثناء هذه الحرب.[390]
- أعلنت القوات المسلحة اليمنية التابعة لجماعة الحوثيون تنفيذ عملية عسكرية نوعية استهدفت منطقة صناعية إسرائيلية في عسقلان جنوبي إسرائيل بعددٍ من الطائرات المسيرة.[391]
- نفذت قوات الاحتلال الإسرائيلي اقتحاماته اعتقالات شملت 15 فلسطينيًا منهم أسرى سابقون في الضفة الغربية، حيث اقتحمت قوات الاحتلال مخيم العين في نابلس وحارة الفوارة ببيت لحم وقلقيلية وبلدة طمون جنوبي طوباس وقرية بدرس غربي رام الله، ومنعتهم من الوصول لحقولهم القريبة من المستوطنات حيث اشتعلت فيها النيران وأطلقت قوات الاحتلال قنابل الغاز تجاه عشرات المزارعين الفلسطينيين كانوا متوجهين إلى حقول الزيتون في بلدة قصرة جنوب نابلس برفقة 3 سياسيين أوروبيين،[ط] مما أدى لإصابة عدد منهم بحالات اختناق، كما أصيب فلسطينيان برصاص حي جراء هجوم نفذه مستوطنون إسرائيليون على مزارعين فلسطينيين في وادي إماتين بمحافظة قلقيلية.[392]
- وزعم الجيش الإسرائيلي أنه دمر مركز قيادة تحت الأرض لحزب الله تم بناؤه على عمق ثمانية أمتار تحت الأرض ومخبأ آخر يستخدم لتخزين نصف طن من المتفجرات خلال عملياته البرية في جنوب لبنان.[393]
- أطلق حزب الله 50 صاروخاً على مستوطنة معالوت ترشيحا، ما أدى لمقتل شخص واحد حسب إسرائيل.[394]
- أُعلن مقتل أربعة جنود إسرائيليين في شمال غزة، مما رفع حصيلة قتلى الجيش الإسرائيلي في قطاع غزة إلى 367.[395][396]
- استشهد 67 شخصاً وجرح أكثر من 120 آخرون في الغارات الإسرائيلية التي طالت عدداً من قرى وبلدات البقاع شرقي لبنان خلال الساعات الماضية.[397]
- وقال «المركز العربي لتطوير الإعلام الاجتماعي» إن ما لا يقل عن 50 في المائة من البنية التحتية للاتصالات في غزة تعرضت للتدمير.[398]
- إسبانيا تلغي عقداً لشراء ذخيرة للشرطة من شركة إسرائيلية.[399]
- أعلن مدير مستشفى كمال عدوان في شمال قطاع غزة انهيار المنظومة الصحية بالكامل في المنطقة وقال "أن من يصل للمستشفى من جرحى الغارات الإسرائيلية يموت بسبب انعدام الإمكانات" وطالب "بالضغط على إسرائيل السماح للوفود الدولية والطواقم الطبية خاصة الجراحية الموجودة في جنوب قطاع غزة أو بالخارج بشكل عاجل لوصولها إلى شمال غزة مع المستلزمات الطبية قبل فوات الأوان".[400]
- أصيب ثمانية جنود نمساويين من قوات حفظ السلام بجروح طفيفة في هجوم صاروخي على معسكر الناقورة في محيط الحدود الإسرائيلية اللبنانية.[401]
- أعربت فرنسا عن "أسفها الشديد" لحظر إسرائيل للأونروا.[402][403]

## 30 أكتوبر
- أعلنت وزارة الصحة في غزة عن استشهاد 102 فلسطيني على الأقل وجرح 287 آخرون في غارات ومجازر إسرائيلية جراء حرب الإبادة الجماعية خلال الـ24 ساعة الماضية، مما يرفع حصيلة الشهداء الفلسطينيين في غزة إلى 43,163.[404][405]
- أعلنت المقاومة الإسلامية في العراق مهاجمة هدفاً حيوياً إسرائيلي شمال إسرائيل (فلسطين المحتلة) بواسطة الطيران المسيّر،[406] كما جماعة «سرايا أولياء الدم» في العراق أنها نفذت عمليتين نوعيتين بالطيران المسير استهدفتا «هدفاً حيوياً» في غور الأردن وأخرى استهدفت هدفاً حيوياً في شمال طبريا.[407]
- اقتحمت جيش الاحتلال الإسرائيلي مخيم بلاطة شرقي مدينة نابلس شمال الضفة حيث اندلعت مواجهات هناك أعقاب استهداف مقاومين فلسطينيين جرافة لقوات الاحتلال بعبوة ناسفة واقتحم مستوطنون بحماية من جيش الاحتلال المنطقة الشرقية في نابلس واقتحمت آليات جيش الاحتلال حي نزال وسط مدينة قلقيلية، وضاحية رأس خميس في مخيم شعفاط شمال القدس المحتلة وأفادت وسائل إعلام إسرائيلية بإصابة شخصين بعملية دهس في حي أرمون هنتسيف بالقدس، وقالت أنه أطلق النار على سائق المركبة.[408] كما واقتحمت قوات الاحتلال بلدة بيت أمر شمال الخليل واندلعت مواجهات فيها تركزت عند منطقة الجامع القديم، ودهم جنود الاحتلال عدة منازل واقتحمت مدينة البيرة ودهمت محال للصرافة في حي البالوع.[409]
- استشهد 3 فلسطينيين وجرح آخرين إثر قصف مروحية إسرائيلية خيمة تؤوي نازحين في منطقة البصة غرب مدينة دير البلح وسط قطاع غزة ونقلوا لمستشفى شهداء الأقصى بالمدينة واستشهد 3 فلسطينيين بينهم طفلة وجرح 20 آخرين بقصف إسرائيلي استهدف منزلًا لعائلة في حي الشيخ ناصر بمدينة خان يونس،[410] حيث زعم الجيش الاسرائيلي أنه "نفذ ضربة دقيقة على مسلحين في (المنطقة الإنسانية)" في خان يونس،[411] وأصيب عدد آخر في غارة نفذتها مروحيات الاحتلال مستهدفة خياما تؤوي نازحين في منطقة المواصي كما أفيد باستشهاد 4 مواطنين على الأقل وإصابة آخرين بينهم نساء وأطفال في غارة إسرائيلية على تجمع لفلسطينيين في «سوق النفق» وسط مدينة غزة.[412]
- أعلنت بلدية مدينة بيت لاهيا شمال قطاع غزة المدينة منكوبة جراء حرب الإبادة الجماعية والحصار الإسرائيلي، وأطلقت نداء استغاثة "لإنقاذ ما يمكن إنقاذ" وقالت أن "سكان المدينة يعانون كارثة إنسانية وأصبحت بلا طعام أو مياه أو مستشفيات أو إسعافات أو دفاع مدني أو أطباء أو خدمات (صرف صحي ونفايات) واتصالات.[413]
- قالت وزارة الصحة اللبنانية أن حصيلة القصف الإسرائيلي خلال الـ 24 ساعة الماضية بلغ 82 شهيداً و180 جريحاً وارتفعت حصيلة الضحايا منذ 8 أكتوبر 2023 إلى 2792 شهيداً بينهم 160 طفلاً و12772 جريحاً.[414]
- أعلن حزب الله اللبناني شن هجوماً جوياً بسرب من مسيّرات انقضاضية على قاعدة «طيرة الكرمل» جنوبي حيفا واستهداف مرتين تجمّعاً لجنود الاحتلال في منطقة العمرا جنوبي بلدة الخيام بصليات صاروخية واستهداف مرتين تجمّعاً لجنود في منطقة اليعقوصة عند أطراف البلدة بصلية صاروخية، وأفادت وسائل إعلام إسرائيلية عن انفجار مُسيّرة في مصنع لإنتاج قطع غيار جوية في المنطقة الصناعية في نهاريا في الشمال دون "دوي صفارات الإنذار"،[415] وأعلن الحزب استهداف مرتين تجمعاً لجنود الاحتلال في خلة العصافير في بلدة الخيام وتجمعاً لجنود الاحتلال في منطقة وطى جنوبي شرقي البلدة بصليات صاروخية وتجمعاً لجنود الاحتلال شرقي نبع الوزاني بصلية صاروخية واستهداف مرتين تجمعاً لجنود الاحتلال عند بوابة شبعا بصلية صاروخية.[416]
- أعلنت المقاومة الإسلامية في العراق تنفيذ عمليةً هاجمت فيها هدفاً حيوياً إسرائيلياً في الجولان المحتل بالطيران المسيّر.[417]
- أعلنت كتائب القسام تدمير 4 دبابات إسرائيلية من نوع ميركافا في مشروع بيت لاهيا شمال قطاع غزة وقالت إن مقاتليه استهدفوا ناقلة جند من نوع «شيزاريت» بقذيفة «الياسين 105» وجيب همر بقذيفة مضادة للدروع وجرافة عسكرية من نوع «دي 9» بعبوة أرضية قرب المقبرة الشرقية بمدينة غزة، إويقاع جنود إسرائيليين بين قتيل وجريح، فيما قالت سرايا القدس إنها قصفت برشقة صاروخية من نوع «107» مواقع القيادة والسيطرة الإسرائيلية على امتداد محور نتساريم وقصف بالهاون جنودا إسرائيليين جنوب منطقة جحر الديك وسط القطاع.[418]
- أعلن جيش الاحتلال الإسرائيلي عن تشكيل فرقة جديدة "للعمل على الحدود" مع الأردن.[419][420]

## 31 أكتوبر
- أعلنت وزارة الصحة في غزة عن استشهاد 41 فلسطيني على الأقل وجرح 131 آخرون في غارات و8 مجازر إسرائيلية جراء حرب الإبادة الجماعية خلال الـ24 ساعة الماضية، مما يرفع حصيلة الشهداء الفلسطينيين في غزة إلى 43,204.[421]
- أعلنت سرايا القدس تفجير عبوة من نوع «ثاقب» مزروعة مسبقاً بآلية عسكرية إسرائيلية عند المفحمة قرب المقبرة الشرقية شرقي جباليا شمالي قطاع غزة، وقالت كتائب شهداء الأقصى أنها استهدفت قوات الاحتلال المتمركزة في محور نتساريم بصاروخين من «نوع 107».[422]
- شن التحالف الأمريكي البريطاني غارة جوية على منطقة بالقرب من جامعة الحديدة في مديرية الحوك في مدينة الحديدة في اليمن، كما ذُكر أن طيران "التحالف الأميركي البريطاني" شن غارتين استهدفتا مطار الحديدة الدولي مساء أمس.[423][424]
- استهدف طيران الجيش الإسرائيلي بالغارات منطقة أبنية سكنية في مدينة القصير في ريف حمص عند الحدود اللبنانية -السورية حسب وكالة سانا الرسمية السورية،[425][426] واستشهد 3 أشخاص وأصيب 5 آخرون بجروح جراء الغارات الإسرائيلية حسب «المرصد السوري لحقوق الإنسان».[427]
- استشهد لاعب كرم الطائرة في نادي شباب جباليا وأندية الصداقة جهاد أكرم قادوس في قصف الاحتلال على شمال قطاع غزة.[428]
- أعلن حزب الله اللبناني استهداف تجمّعاً لجنود الاحتلال شرقي بلدة الخيام جنوب لبنان بصلية صاروخية وقذائف المدفعية واستهداف 4 تجمعات لقوّات إسرائيلية في منطقة وطى الخيام جنوبي شرقي البلدة بقذائف المدفعية وصلية صاروخية.[429]
- أفادت مصادر طبية باستشعاد 95 فلسطينًا منذ فجر اليوم في الغارات الإسرائيلية المستمرة على قطاع غزة منهم 75 في شمالي القطاع،[430] وتوغلت الآليات الإسرائيلية مجددا في محيط المستشفى الإندونيسي ومدرستي تل الزعتر وتل الربيع قرب منطقة الفاخورة وسط إطلاق نار من أسلحتها الرشاشة بشكل مباشر تجاه المستشفى والمنطقة المحيطة، وأنذر الجيش الإسرائيلي النازحين داخل المدرستين لإخلاءهما،[431] وشهدت المنطقة حركة نزوح للأهالي لمنطقة الشيماء في بيت لاهيا.[432]
- استشهد فلسطيني وآصيب آخرين في إطلاق نار من مسيرة إسرائيلية في مشروع بيت لاهيا شمالي قطاع غزة، النزلة واستشهد فلسطينان جراء استهداف طائرات الاحتلال المسيرة مجموعة من المواطنين في منطقة عزبة ببلدة بيت حانون شمال القطاع كما أصيب طفل برصاص طائرة مسيرة «كواد كابتر» قرب منطقة الدوار الغربي في بيت لاهيا.[430]
- استشهد 3 فلسطينيين وأصيب آخرون بجروح جراء قصف طائرات الاحتلال منزلاً لعائلة «أبو شمالة» شمال المخيم الجديد في النصيرات واستشهاد شخص على الأقل وجرح آخرين إثر قصف إسرائيلي استهدف عددا من المواطنين في مخيم الشاطئ غرب مدينة غزة.[433]
- وفي مخيم جباليا شمال قطاع غزة، استشهد اثنان وأصيب آخرون بجروح إثر قصف الاحتلال مجموعة من المواطنين قرب منطقة حليمة السعدية في جباليا النزلة[433]
- قصف الجيش الاسرائيلي الطابق الثالث في مستشفى كمال عدوان في بيت لاهيا شمالي قطاع غزة، ما أدى لاحتراق مخزن أدوية ومستلزمات طبية تسلمها المشفى قبل 5 أيام من منظمة الصحة العالمية وقصفت قوات الاحتلال محطة التحلية الخاصة بقسم غسيل الكُلى وقسم الهندسة والصيانة وخزانات المياه في مستشفى كمال عدوان.[434]
- وزعم الجيش الإسرائيلي أن طائراته المقاتلة "ضربت نحو 150 هدفاً مرتبطاً بحماس في غزة وأهدافاً مرتبطة بحزب الله في لبنان بما في ذلك مقر حزب الله وقاذفات الصواريخ"، وقال أإنه شن عشرات الضربات في وسط وشمال غزة وأطلقت وحدة من حزب الله صاروخاً باتجاه إحدى طائراته المقاتلة فوق منطقة شمال صور وردت بتدمير الموقع، وقال أيضاً إنه واصل عملياته البرية في جنوب لبنان، ودمر البنية التحتية للمسلحين وضرب فرق مكافحة الدبابات.[435]
- أطلق حزب الله 25 قذيفة على منطقة حيفا، ما أدى إلى مقتل شخصين وإصابة ثالث بجروح طفيفة بالقرب من مستوطنة كريات آتا.[436]
- وأدى قصف صاروخي شنه حزب الله إلى مقتل خمسة أشخاص على الأقل وإصابة شخص آخر بجروح خطيرة بالقرب من المطلة في شمال إسرائيل.[437]
- أعلنت المقاومة الإسلامية في العراق مهاجمة هدفين حيويين في وسط وجنوب إسرائيل بالطيران المسيّر، وكانت قد أعلنت تنفيذ 5 "عمليات" استهدفت أهداف إسرائيلية في الجولان السوري المحتلّ مرتين، وهدفَين حيويَين في شمال إسرائيل وهدفاً عسكرياً في جنوبها.[438]

## روابط خارجية
- ق.ض - منصة إعلامية معرفية مختصة في قضايا الشهداء X